# St. Marinus und Anianus (Rott am Inn)

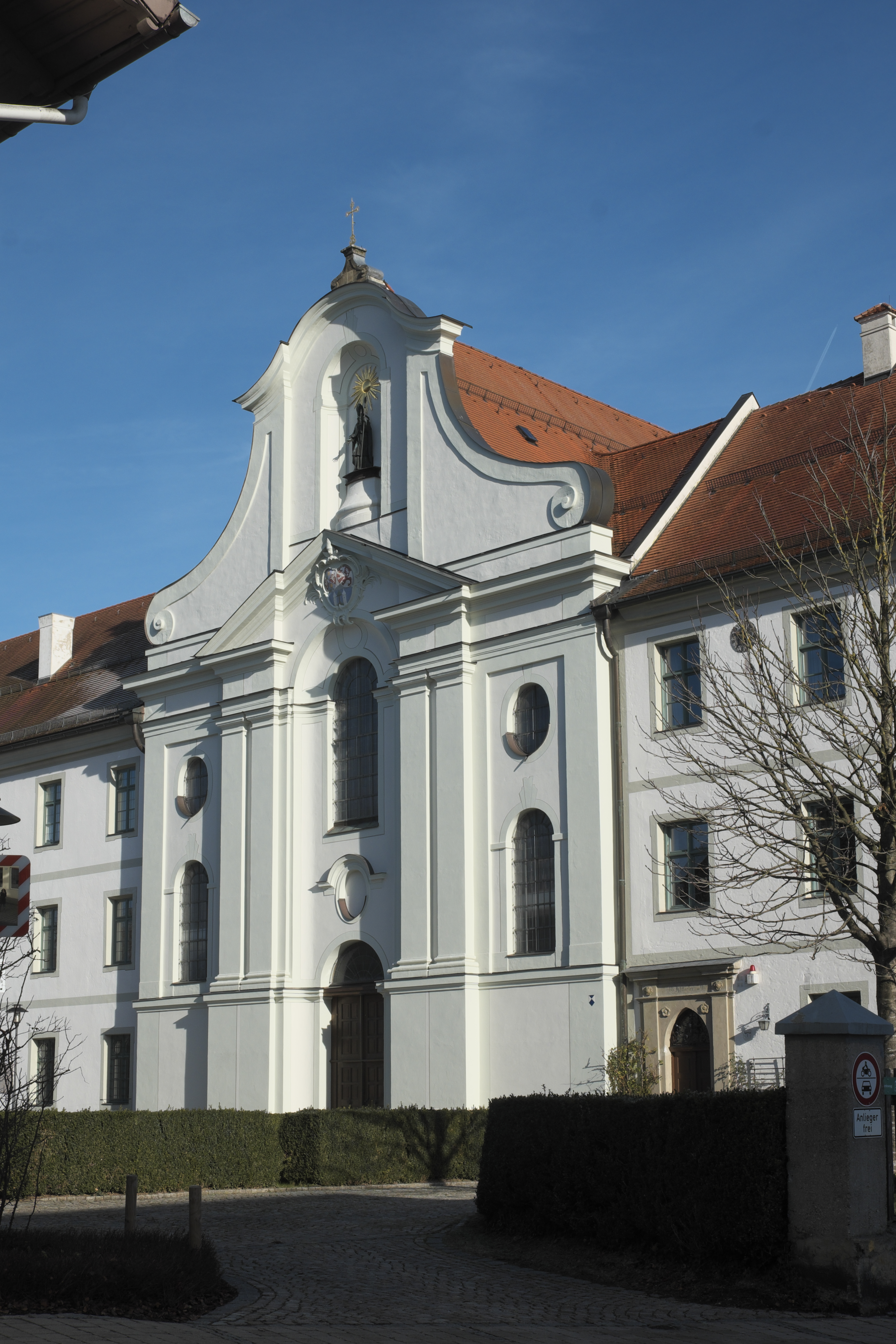
Pfarrkirche St. Marinus und Anianus, Westfassade

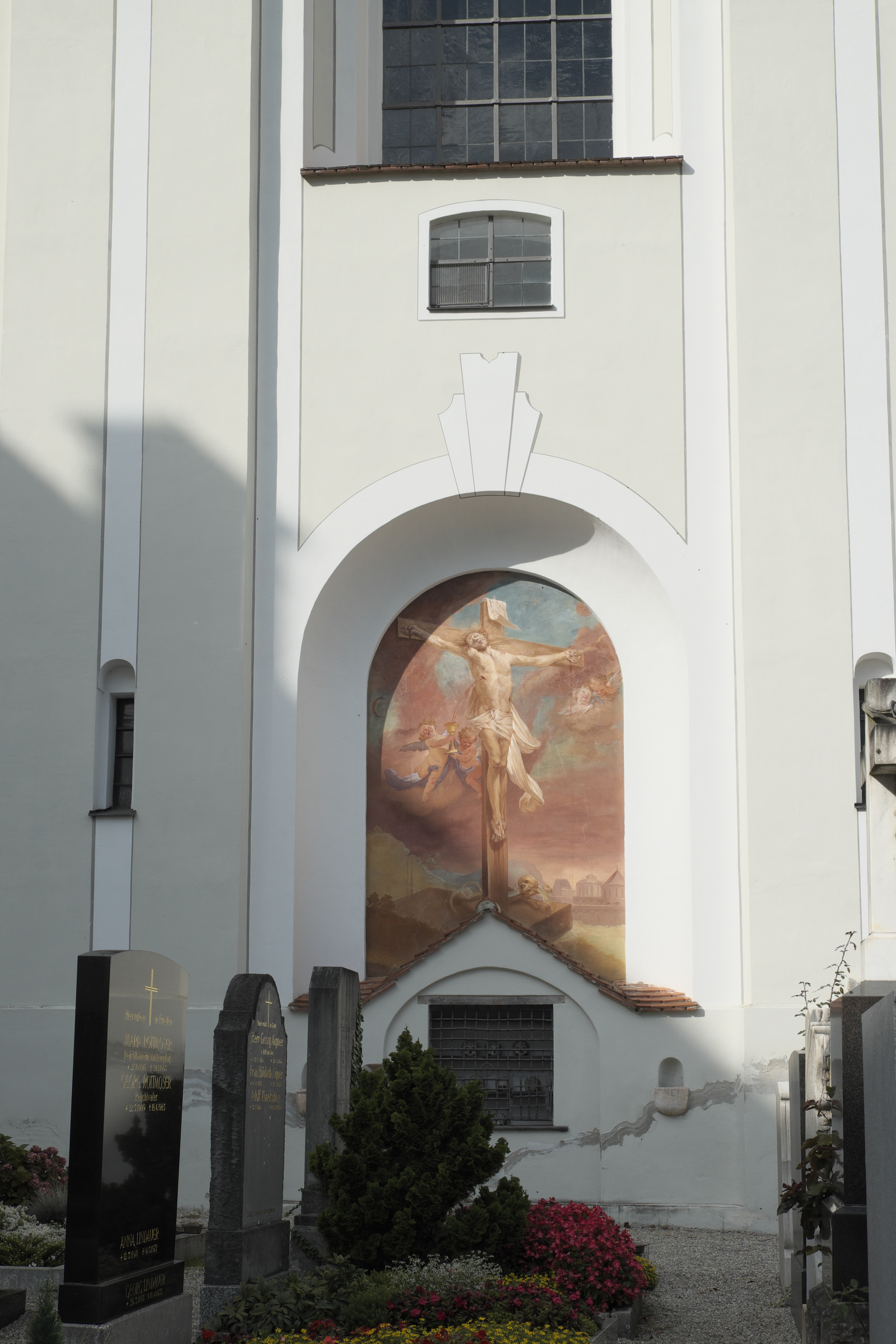
Kreuzigungsfresko an der Südwand

Die katholische Pfarrkirche St. Marinus und Anianus in Rott am Inn, einer Gemeinde im Landkreis Rosenheim in Bayern, war ehemals die Abteikirche des im 11. Jahrhundert gegründeten Benediktinerklosters Rott. Die heutige Kirche wurde in der Mitte des 18. Jahrhunderts unter der Leitung des Baumeisters Johann Michael Fischer im Stil des Rokoko errichtet. Kirchenpatrone sind neben den Aposteln Petrus und Paulus die beiden aus Irland oder Frankreich stammenden Wandermönche Marinus und Anianus, die im 7. Jahrhundert in der Gegend von Irschenberg als Einsiedler lebten. Die Kirche, die neben der Wieskirche als eines der schönsten Beispiele des späten Rokoko in Bayern gilt, ist ein geschütztes Baudenkmal.

## Geschichte
Von einer vermutlich zwischen 1158 und 1184 entstandenen romanischen Vorgängerkirche, einer flachgedeckten, dreischiffigen Basilika ohne Querhaus mit zwei Osttürmen, sind noch alte Ansichten erhalten. Im Jahr 1759 wurde die alte Kirche weitgehend abgebrochen und der Neubau unter Beibehaltung von Teilen der romanischen Hauptmauern und der Chortürme mit den darin enthaltenen Seitenschiffapsiden begonnen. Bereits im Jahr 1763 konnte die neue Kirche durch den Freisinger Weihbischof Franz Ignaz Albert von Werdenstein geweiht werden. Seit der Auflösung des Klosters im Zuge der Säkularisation im Jahr 1803 dient die ehemalige Abteikirche als Pfarrkirche St. Peter und Paul, Marinus und Anianus, die frühere Pfarrkirche wurde abgerissen.

## Architektur

### Außenbau

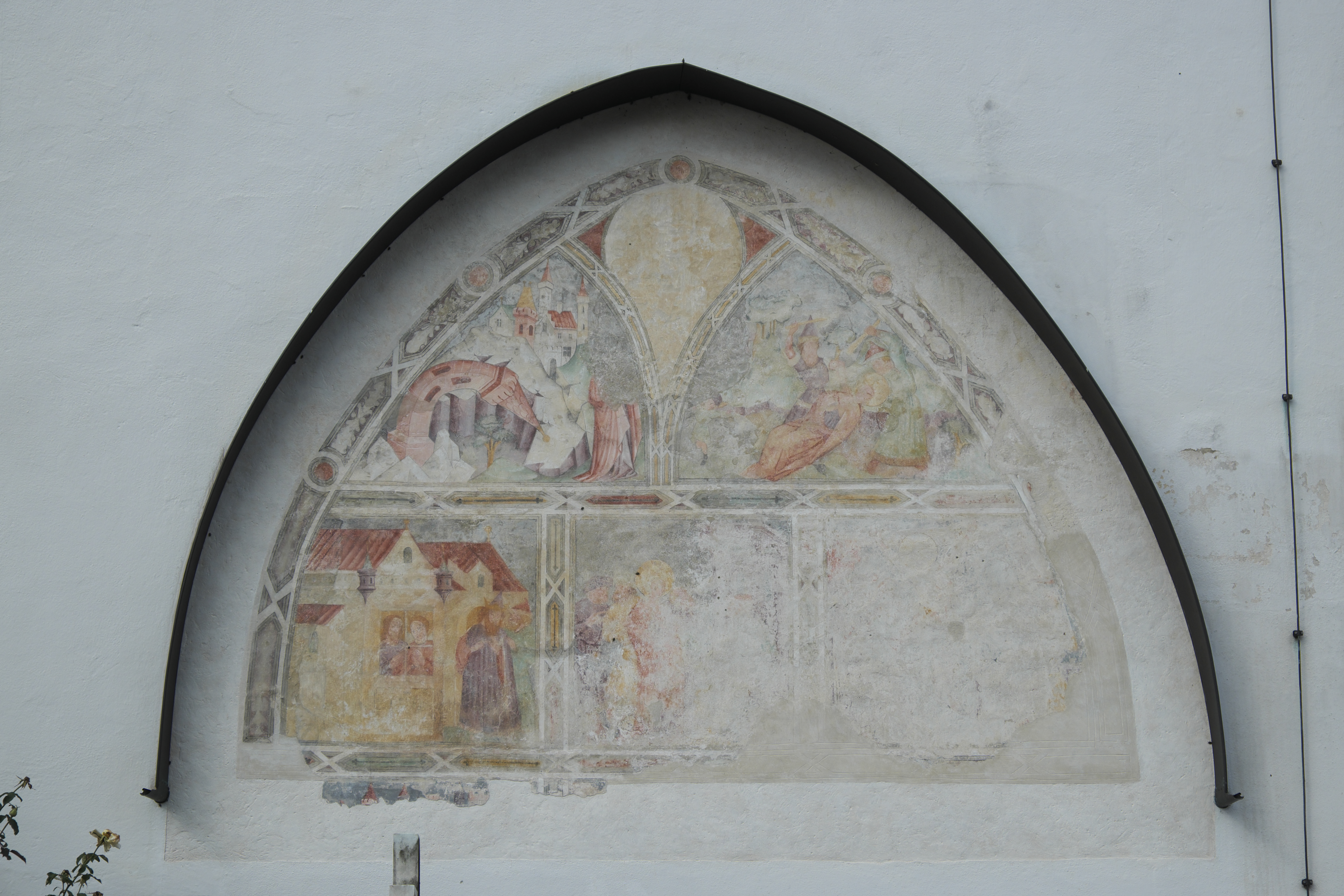
Wandmalerei am Südturm

Die Westfassade, die kaum aus der Flucht der angrenzenden Klostergebäude hervortritt, wird von einem Schweifgiebel bekrönt, in dessen Mitte eine Nische mit der Figur des heiligen Benedikt, eine Kopie in Kupfer von 1963, eingeschnitten ist. Die von Rund- und Ovalfenstern durchbrochene Fassade wird horizontal durch Gesimse und vertikal durch Pilaster gegliedert, die auf einem hohen Sockelgeschoss stehen. Auf den Mittelrisalit, in dem sich das Portal und ein hohes Rundbogenfenster öffnen, ist ein gesprengter Dreiecksgiebel aufgesetzt.
Der Chor und die beiden Osttürme sind weitgehend vom romanischen Vorgängerbau erhalten. An der Außenmauer des südlichen Turms sind Fragmente von Wandmalereien aus der Zeit um 1440 freigelegt, die vermutlich Szenen aus der Legende der heiligen Barbara darstellen. An der zum Friedhof gerichteten Südwand des Langhauses ist in einer Nische eine Wandmalerei von Matthäus Günther von 1763 zu sehen. Sie stellt Christus am Kreuz dar und Engel, die in Kelchen das Blut auffangen, das aus seinen Wunden fließt.

### Innenraum

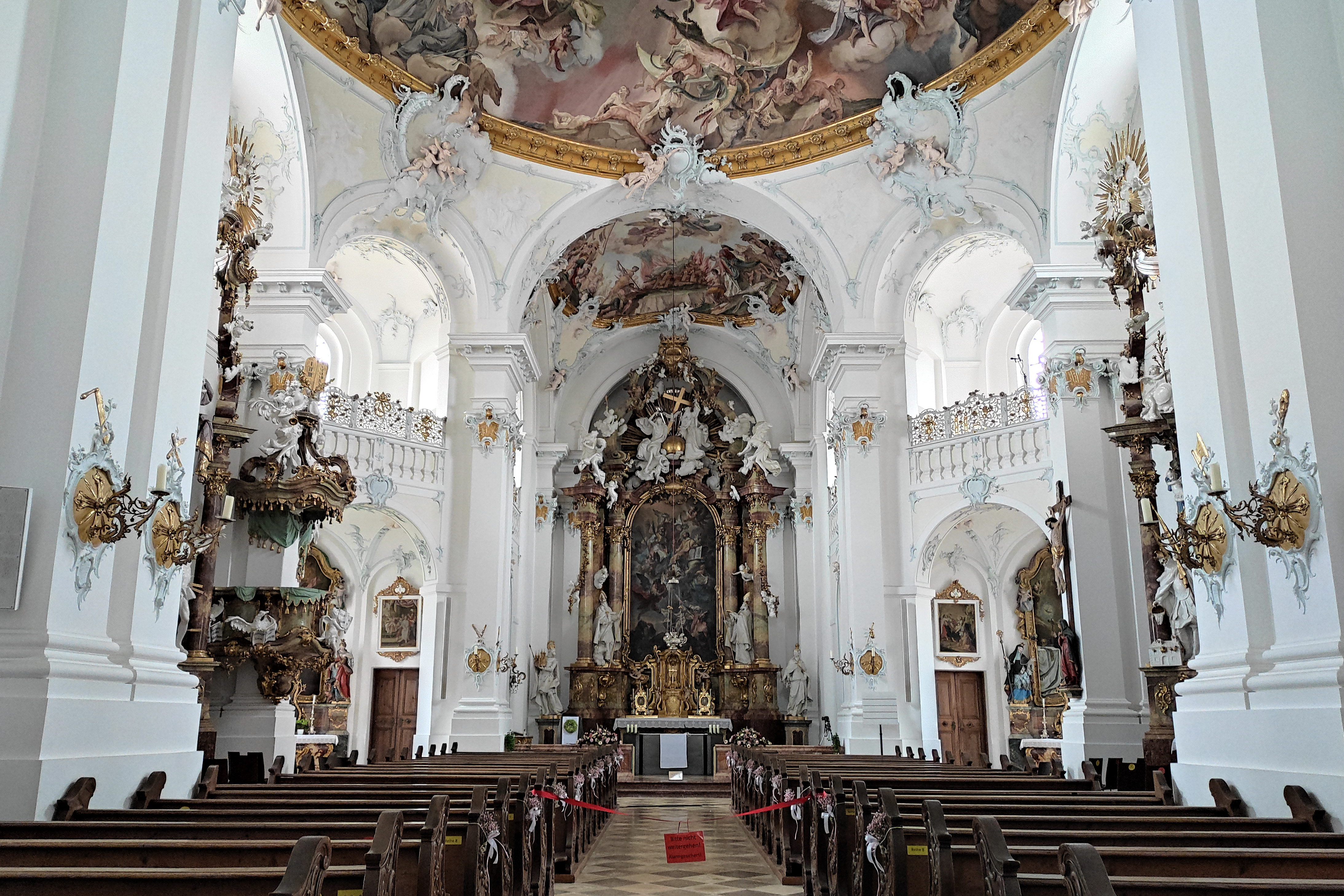
Innenraum

Der Innenraum ist als Folge von fünf Räumen gestaltet. Der zentrale Hauptraum hat einen achteckigen Grundriss und wird von einer flachen Kuppel mit Pendentifs überspannt, die auf mit Pilastern besetzten Pfeilern ruht. Im Westen und Osten schließen sich je zwei Räume mit quadratischem Grundriss an, im Westen ein mit einer Flachkuppel gedeckter Raum sowie eine Vorhalle mit darüberliegender Orgelempore, im Osten der gerade geschlossene und ebenfalls mit einer Flachkuppel gedeckte Chor und die Sakristei mit dem darüberliegenden Psallierchor. Von diesen fünf Raumteilen öffnen sich Arkaden zu seitlichen Kapellen, in denen Altäre aufgestellt sind. Über den Arkaden verlaufen Emporen, deren Brüstungen mit kunstvollen Ziergittern versehen sind.

### Reste des mittelalterlichen Vorgängerbaus
Im Erdgeschoss des Nordturmes ist noch die romanische Apsis des ehemaligen nördlichen Seitenschiffs sichtbar. Am Eingang zur heutigen Sakristei sind eingestellte Säulen mit Würfelkapitellen erhalten, von einer Säule ist nur noch das Kapitell freigelegt. Die Deckenmalereien auf der Apsiskalotte werden ins frühe 14. Jahrhundert datiert. Von einer Mandorla umgeben ist eine Madonna mit dem Jesuskind, das auf dem Schoß Mariens steht, dargestellt. Zwei Engel halten die Krone Marias, zwei weitere Engel halten die Mandorla.

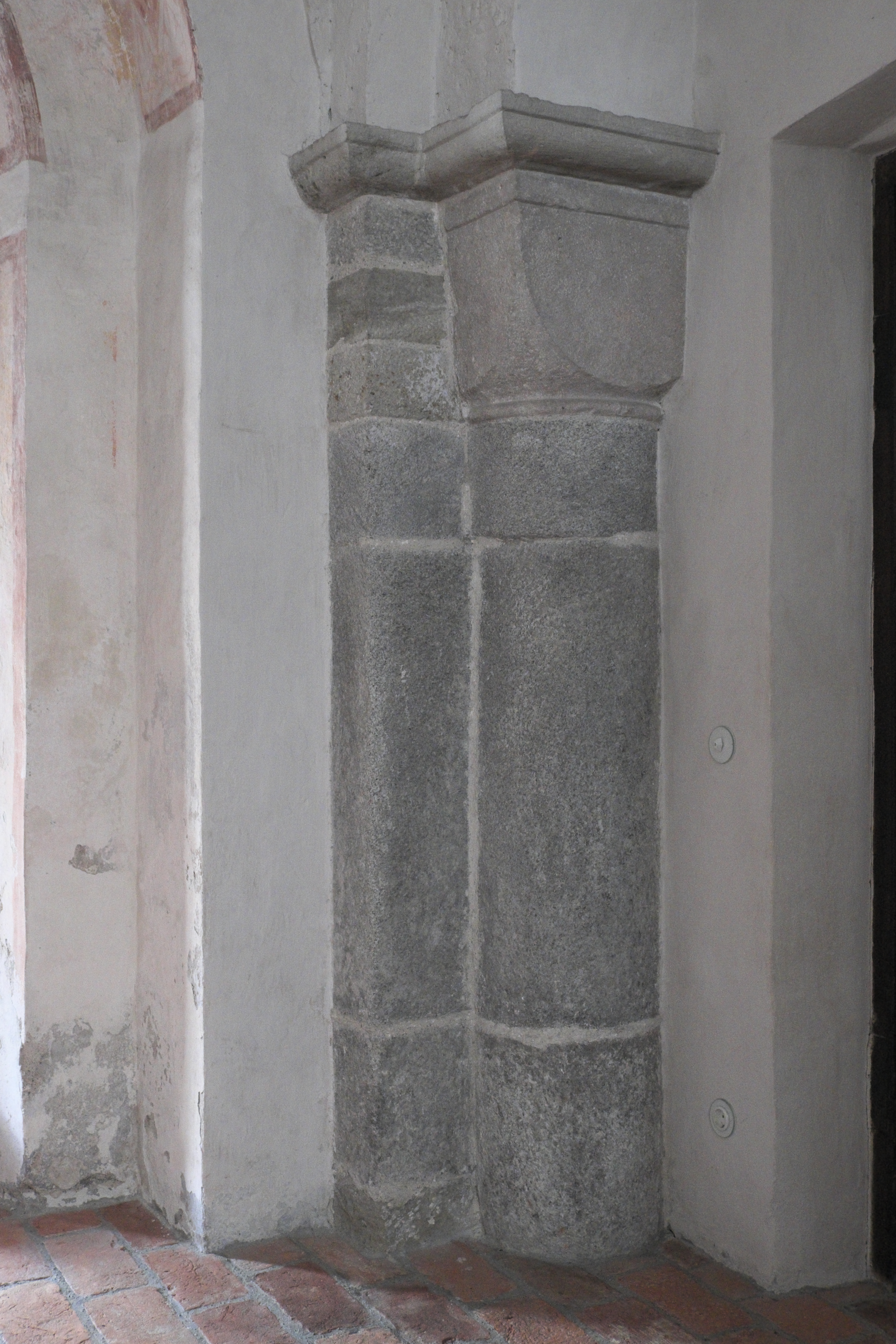
Eingestellte Säule mit Würfelkapitell
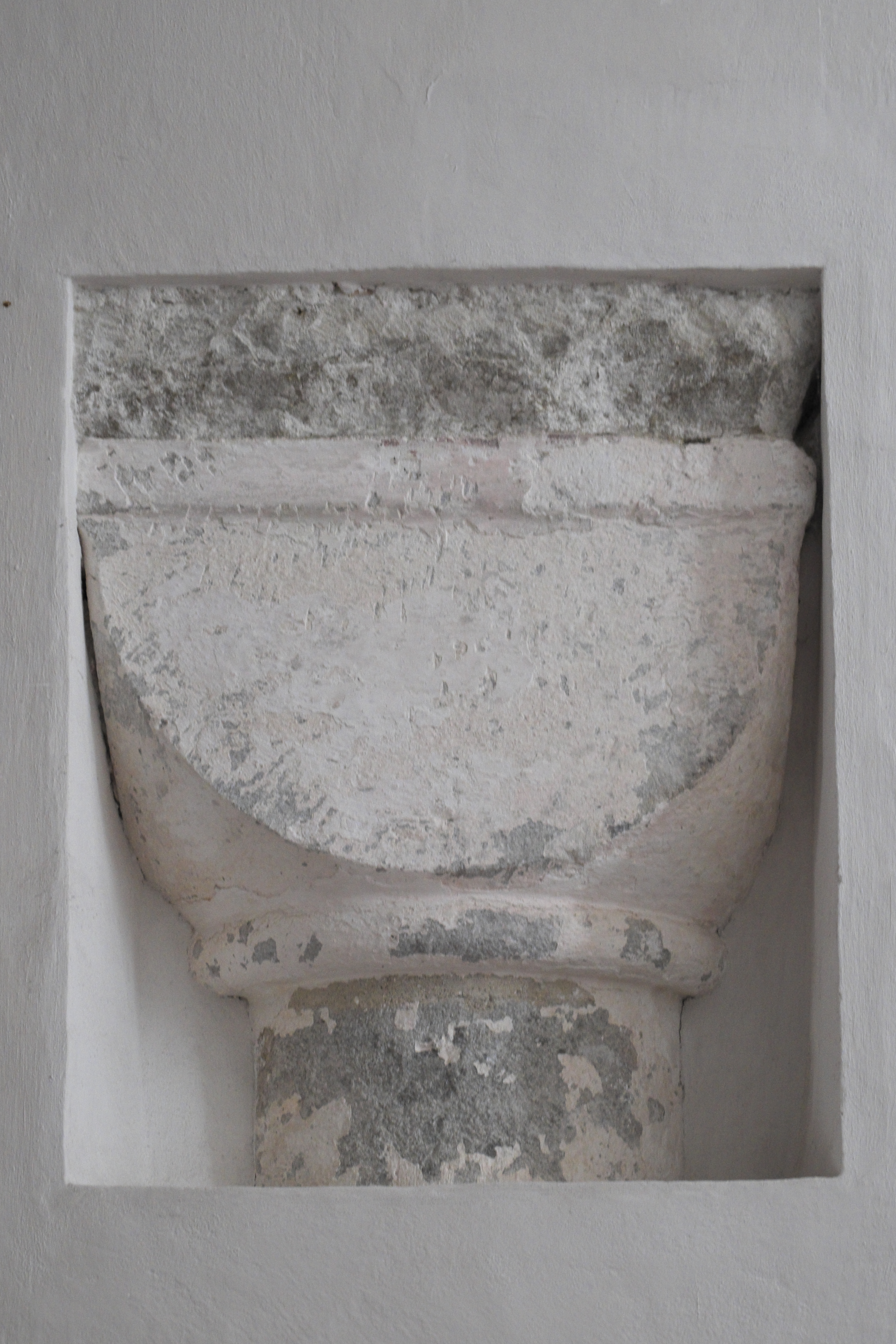
Würfelkapitell
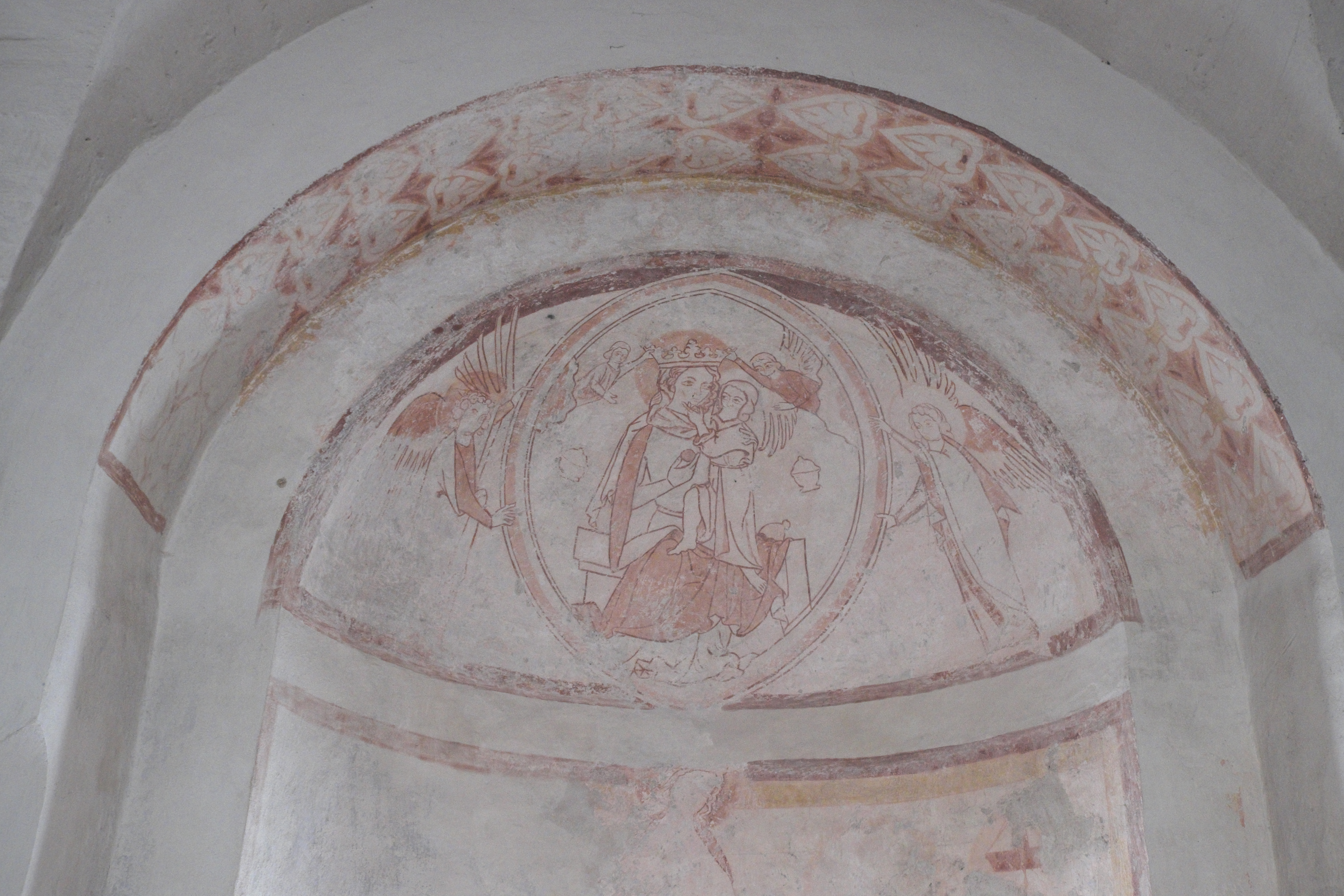
Madonna in der Mandorla auf der Apsiskalotte

## Kuppelfresken
Die Kuppeln der drei Zentralräume sind mit Fresken von Matthäus Günther verziert. Thema der Deckenmalerei des Hauptraumes ist die Glorie des Benediktinerordens. Das Fresko der westlichen Kuppel stellt den Tod des heiligen Anianus in seiner Klause dar. Es trägt die Signatur: „M. Gündter pinxit 1763“. Auf dem Chorfresko sieht man das lodernde Feuer des Scheiterhaufens, auf dem der heilige Marinus sein Martyrium erleidet.

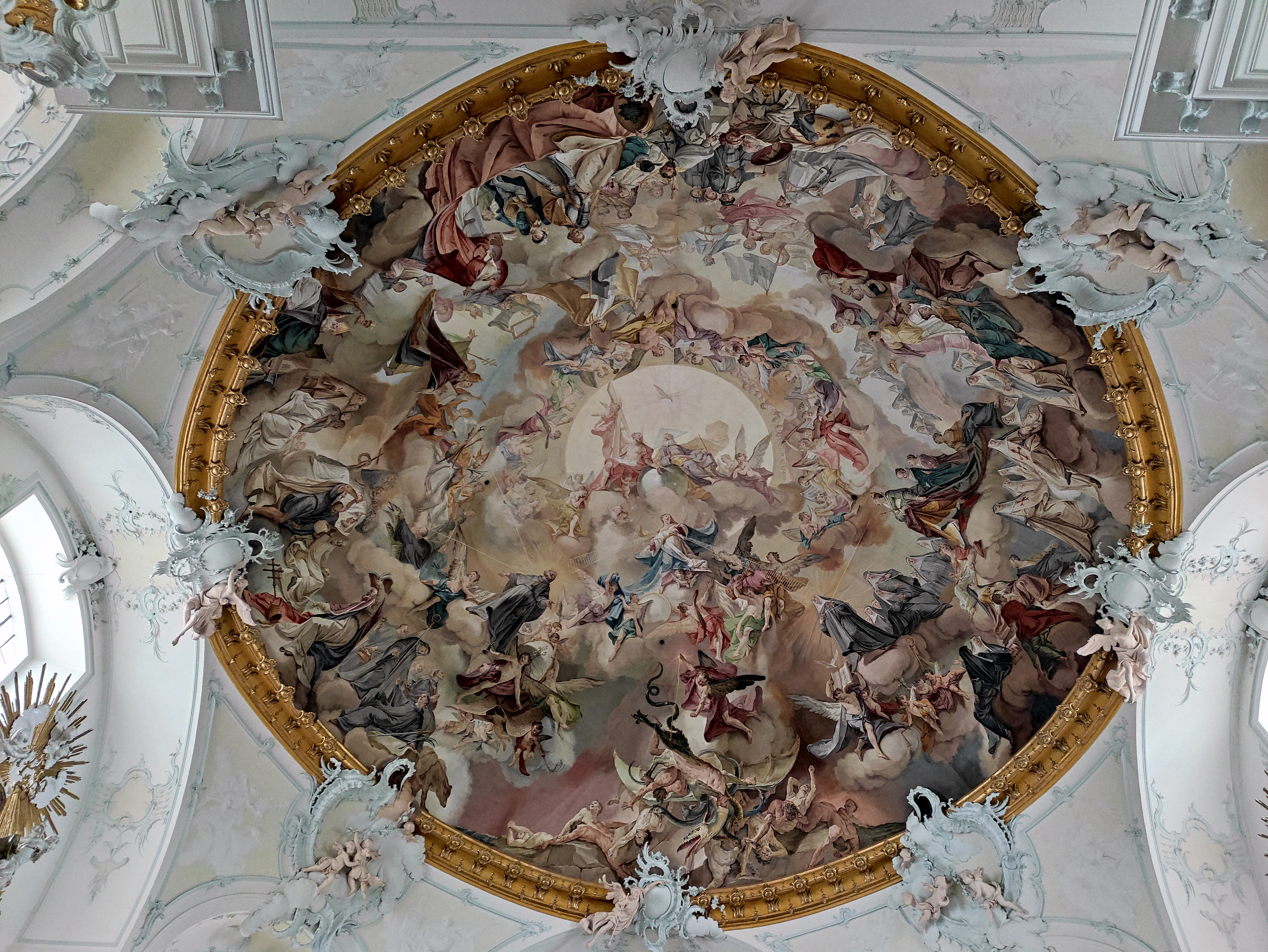
Glorie des Benediktinerordens
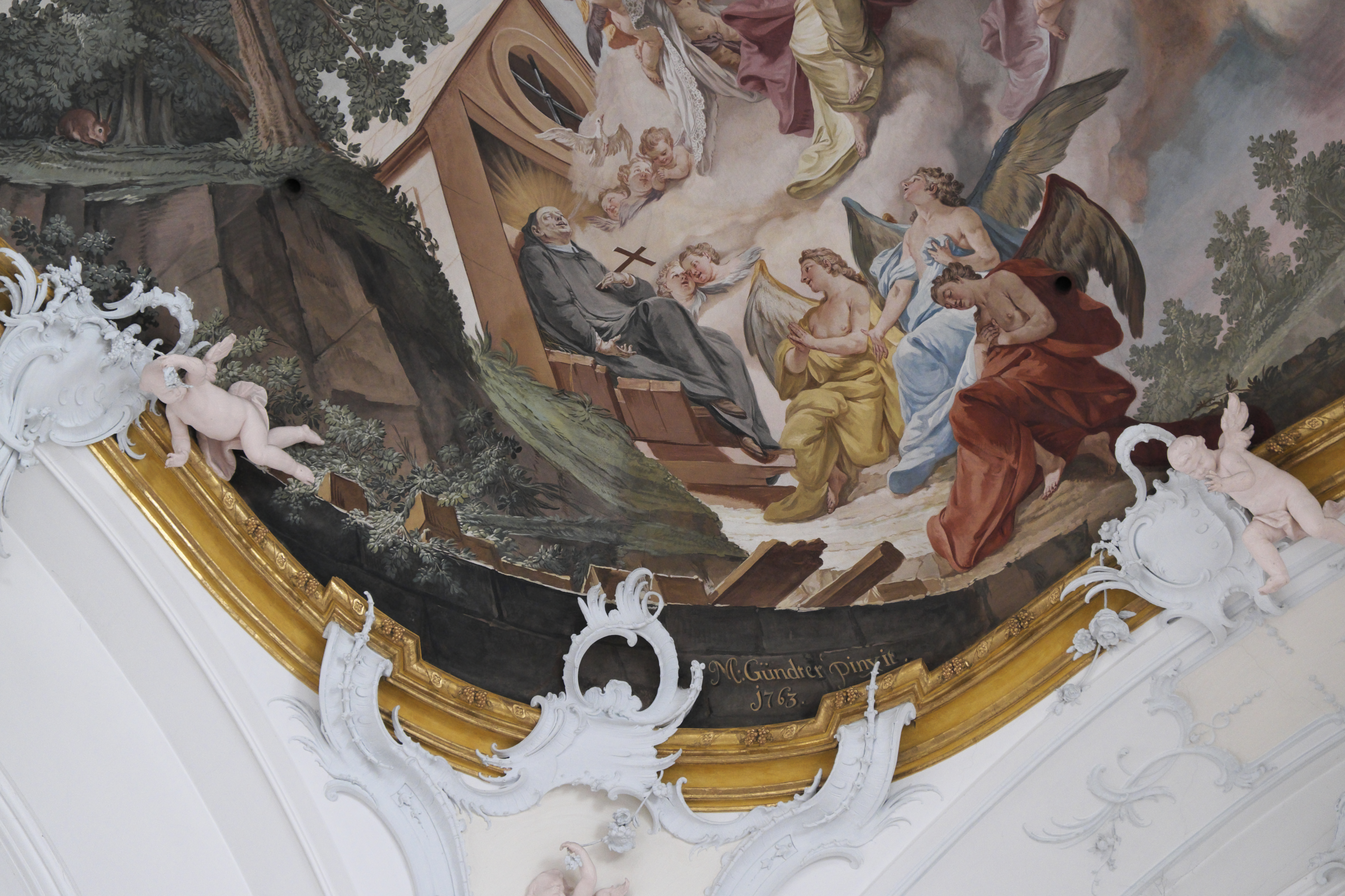
Tod des heiligen Anianus, Signatur „M. Gündter pinxit 1763“
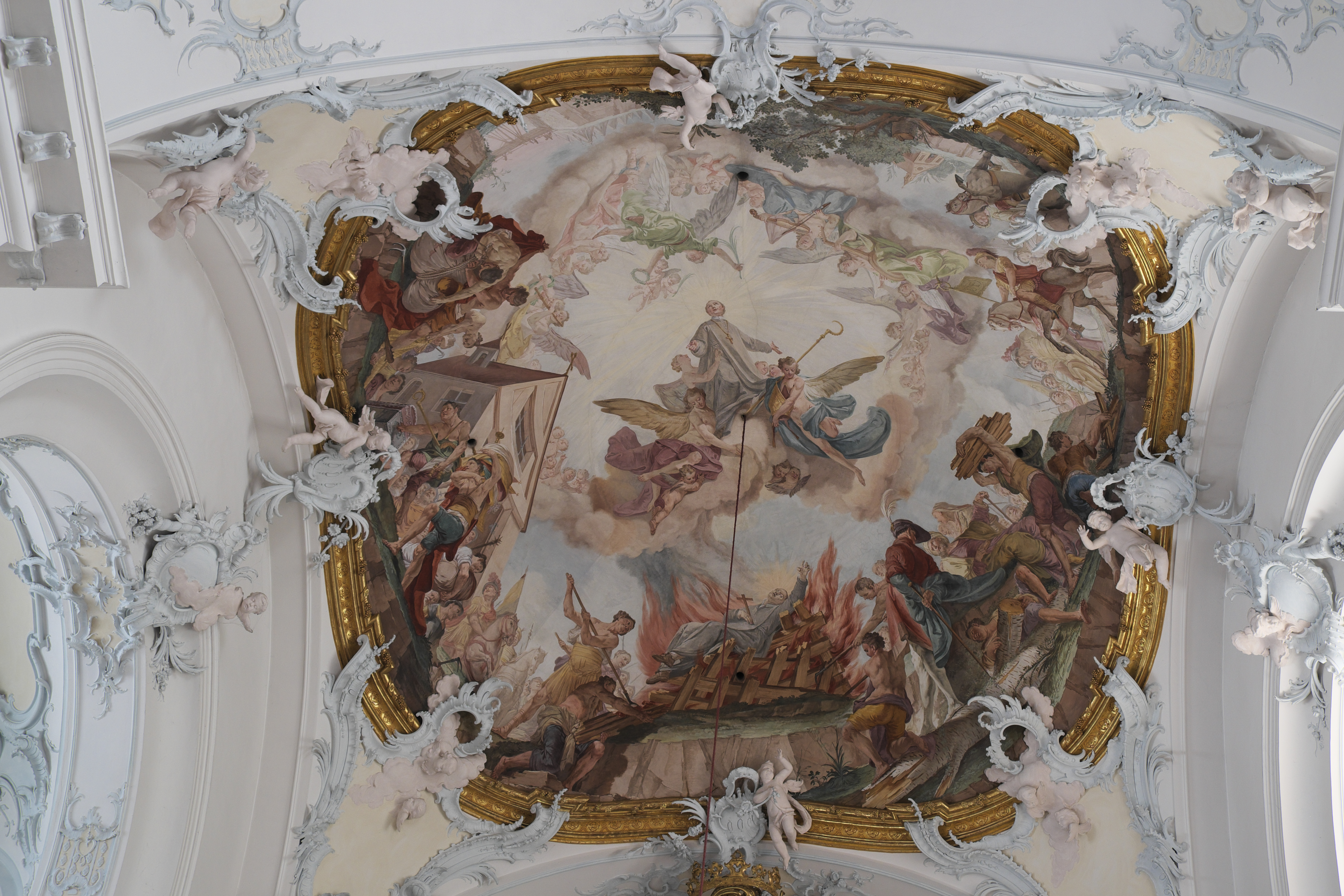
Tod des heiligen Marinus

## Stuck
Der Stuckdekor wurde um 1763 von Jakob Rauch ausgeführt. Wände und Decken sind mit zahlreichen Rocaillen, Putten und Puttenköpfen besetzt, Reliefs stellen die Tugenden und die Personifikationen der Erdteile dar. Die Weihekreuze sind von Kartuschen umgeben und mit den Attributen der Apostel versehen.

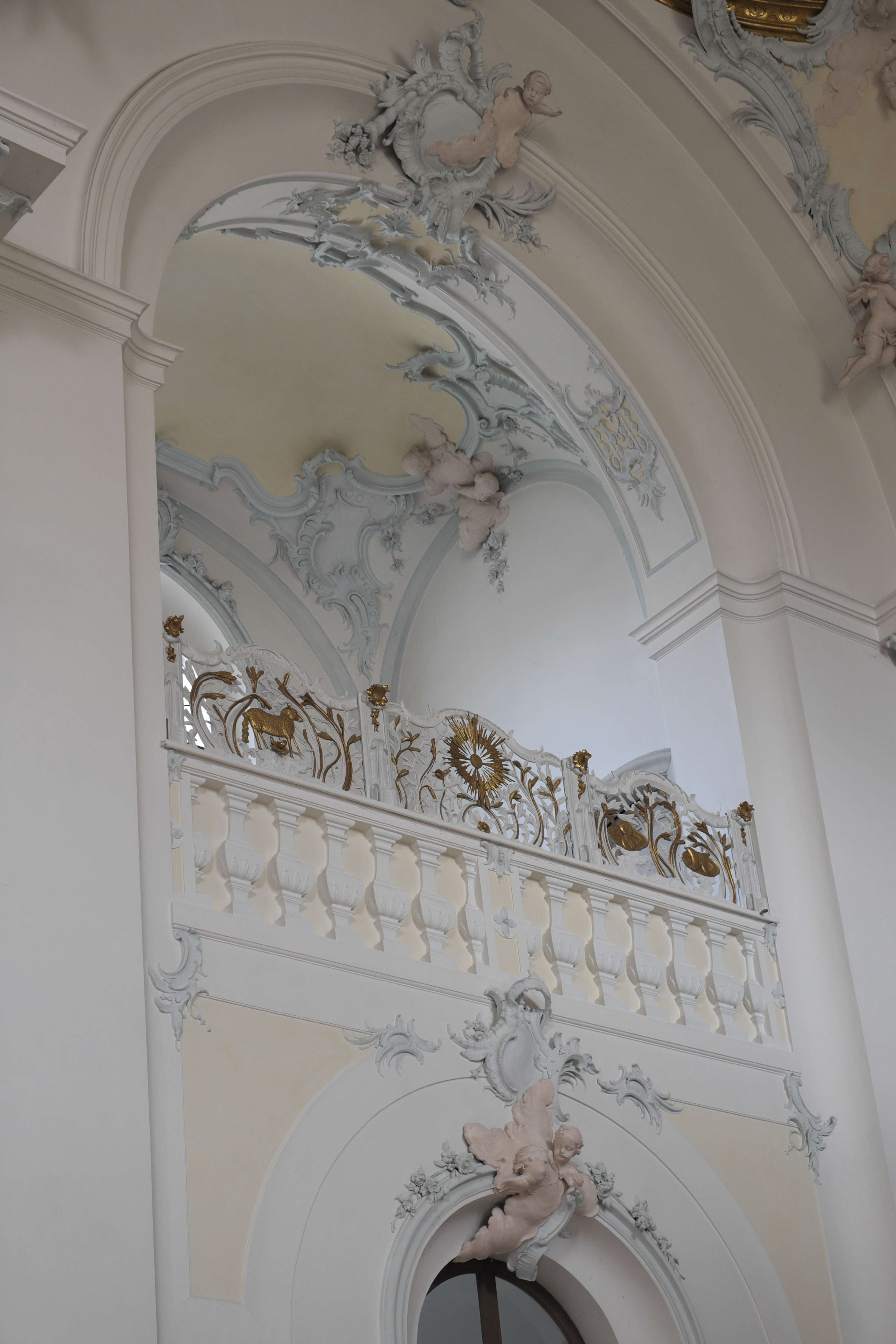
Stuckdekor
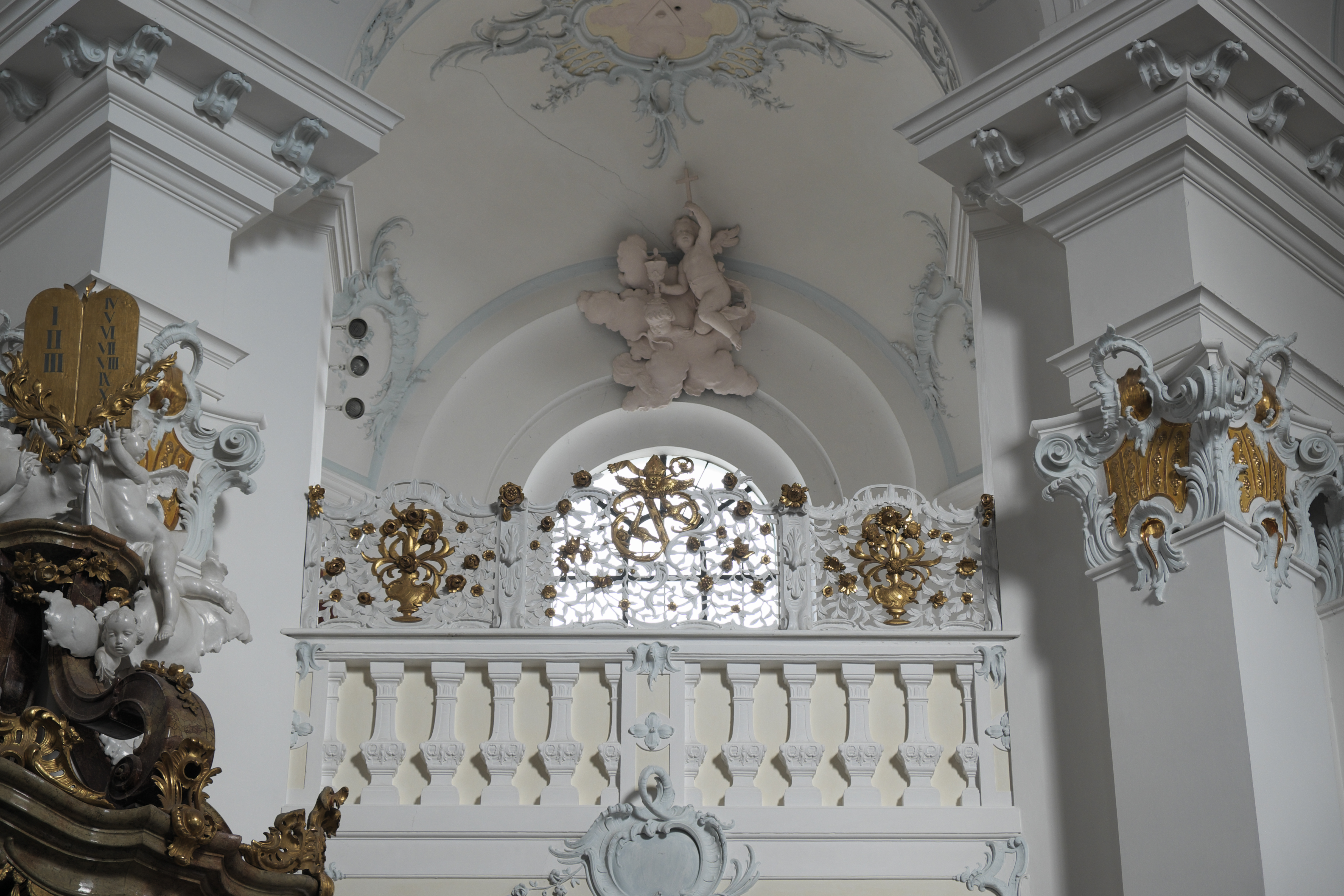
Stuckdekor
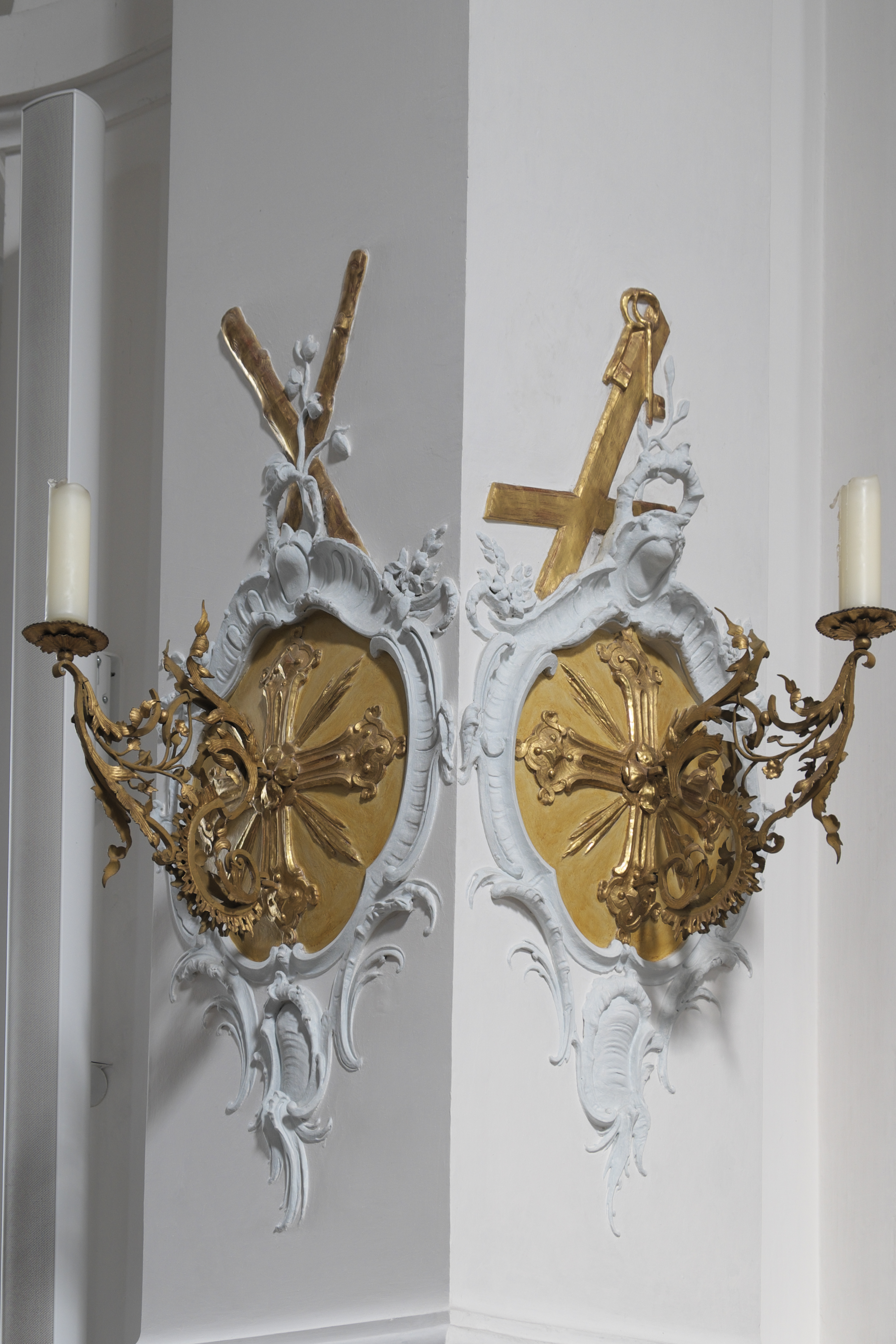
Apostelleuchter mit den Attributen der Apostel Andreas (Andreaskreuz) und Petrus (Kreuz und Schlüssel)

## Ausstattung

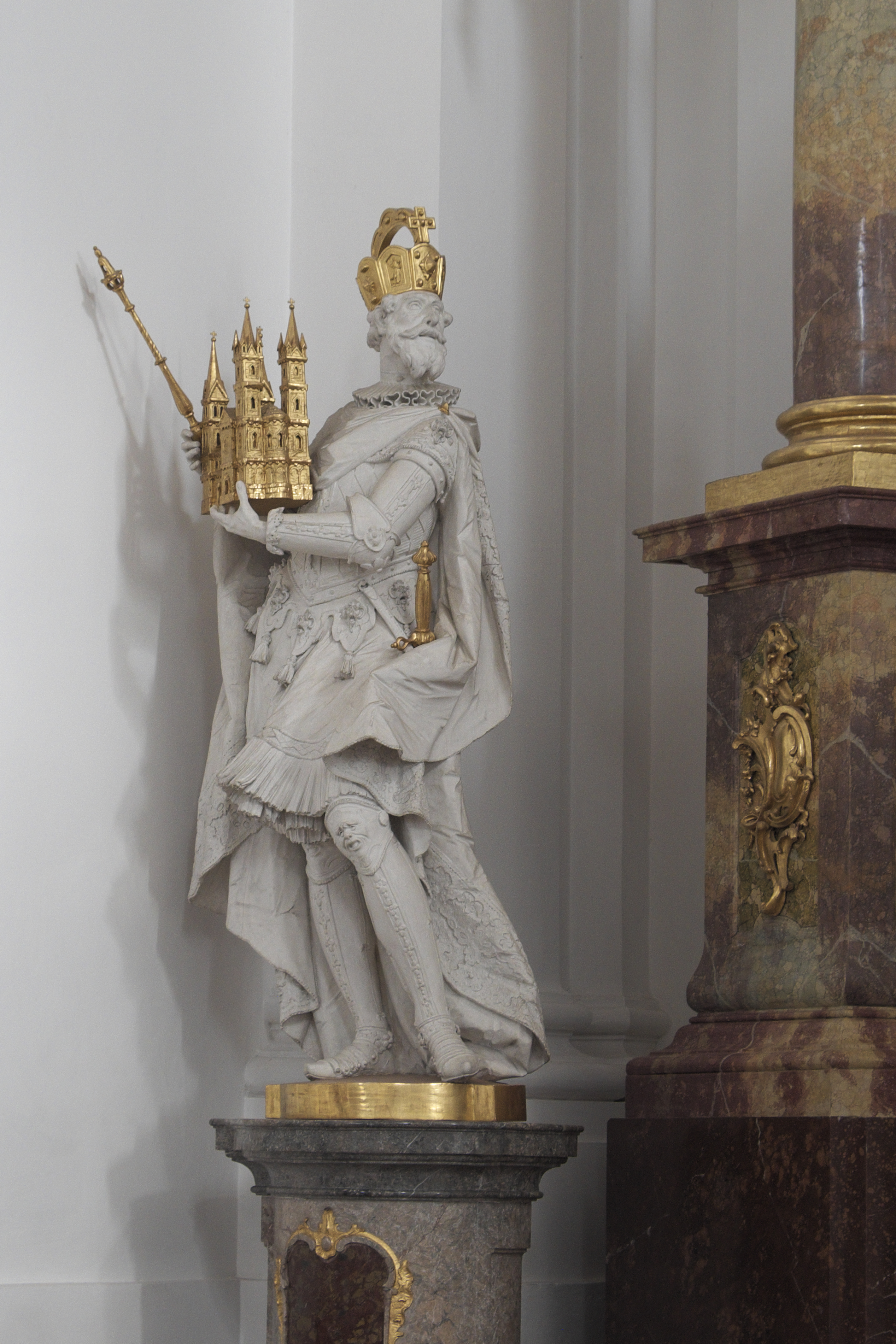
Kaiser Heinrich II.

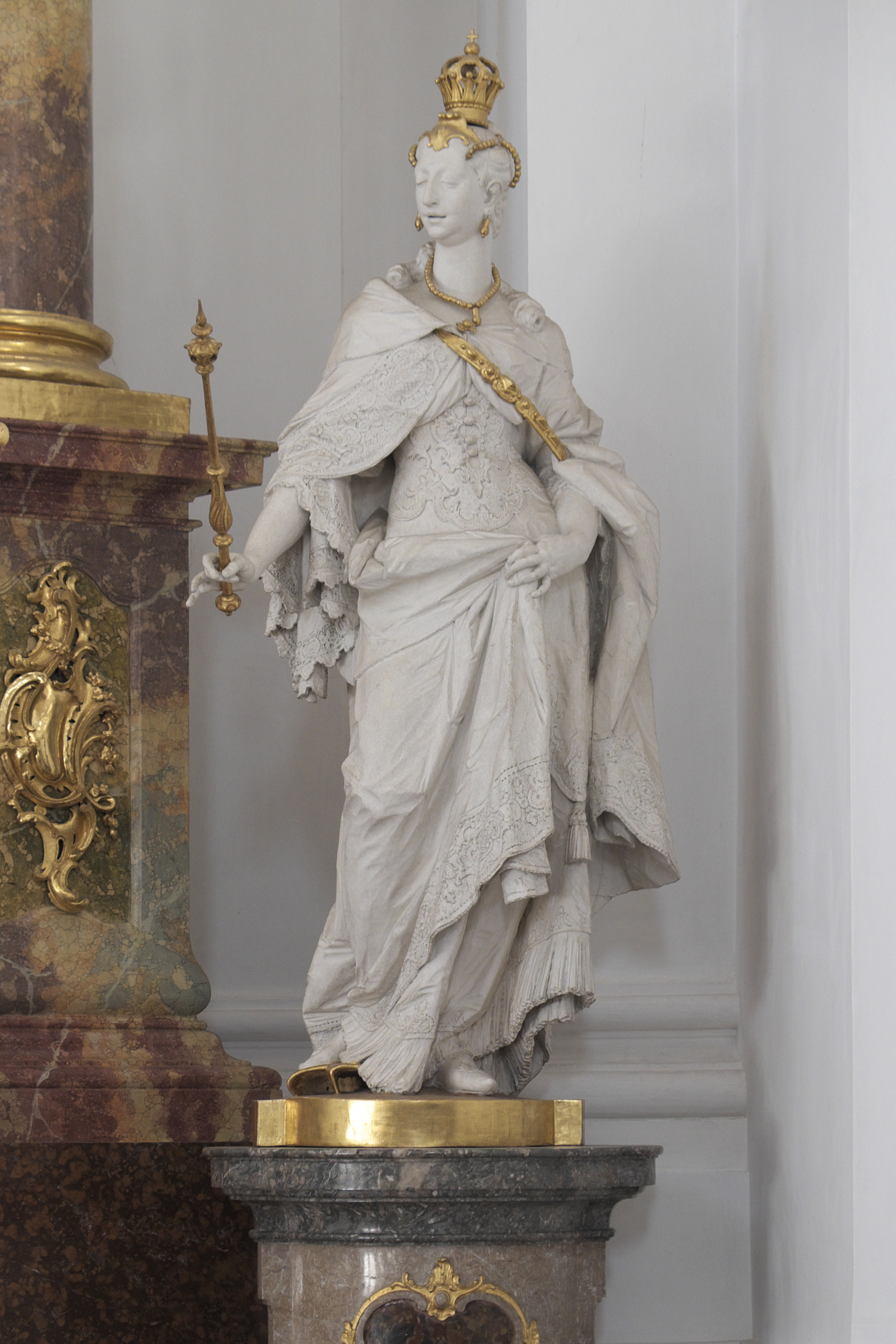
Kaiserin Kunigunde

- Die Entwürfe der Altäre gehen auf Ignaz Günther zurück, der auch einen großen Teil der Figuren selbst ausführte. Das Gemälde des Hochaltars von Joseph Hartmann ist den Kirchenpatronen Marinus und Anianus gewidmet und stellt ihre Aufnahme in den Himmel dar. Zwischen den Säulen stehen die Figuren des heiligen Korbinian und des heiligen Ulrich von Augsburg. Auf seitlichen Postamenten sieht man Kaiser Heinrich II. mit dem Modell des Bamberger Doms und seine Gemahlin Kunigunde.
- Auf den Altarmensen der östlichen Diagonalkapellen stehen die in Silber gefassten Büsten der Kirchenpatrone, in der nördlichen Kapelle der heilige Anianus, in der südlichen Kapelle der heilige Marinus.

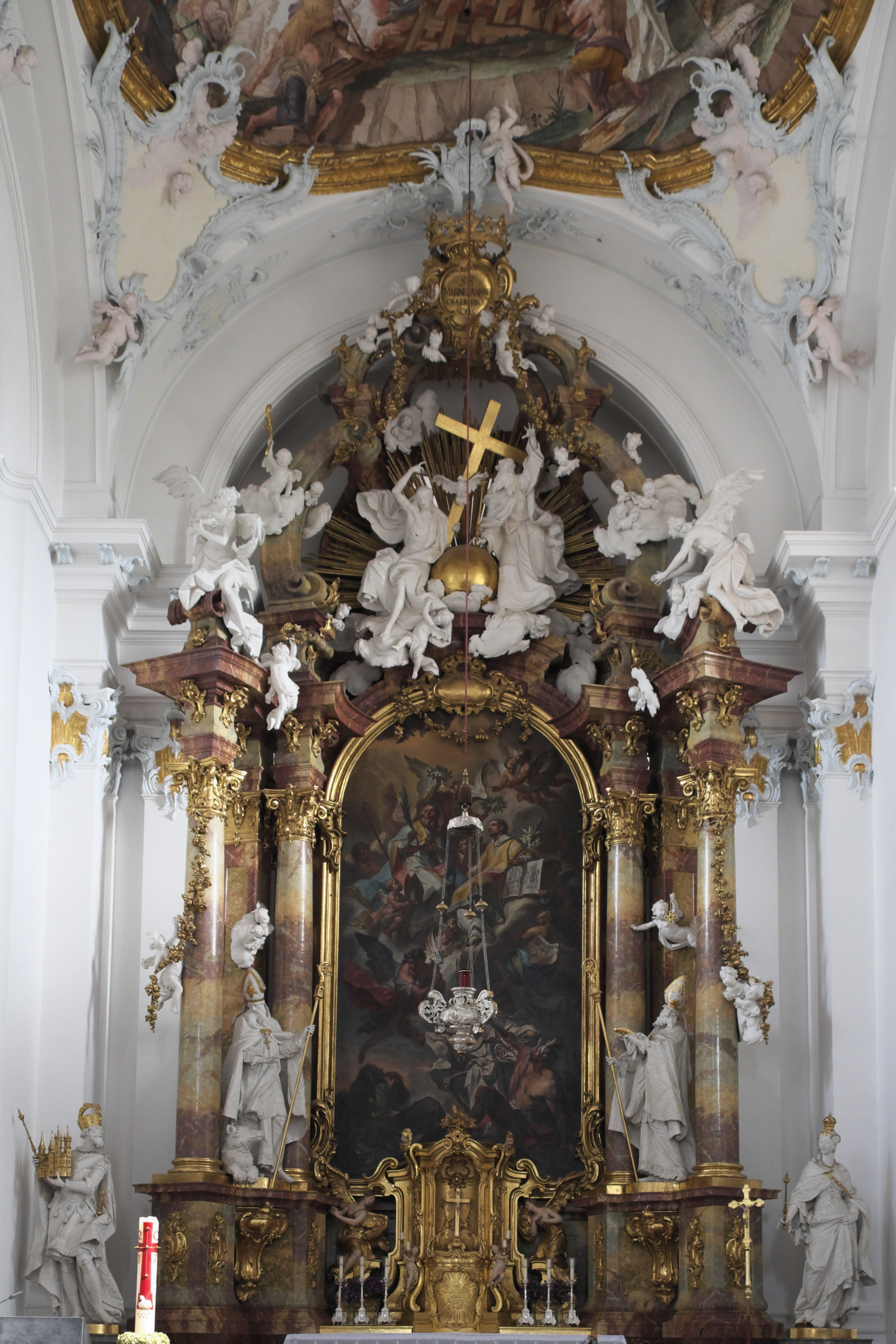
Hauptaltar
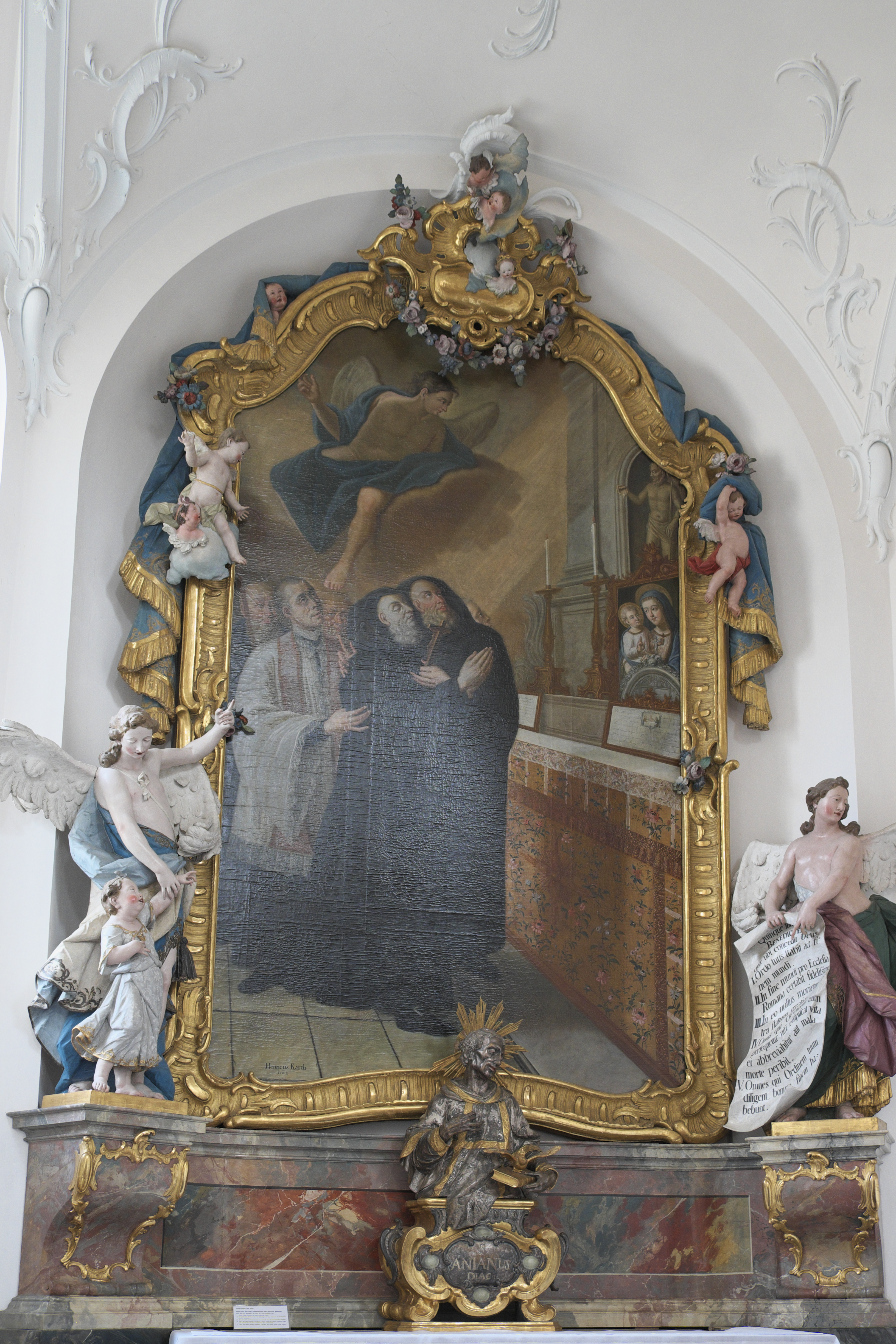
Nebenaltar mit der Büste des heiligen Anianus
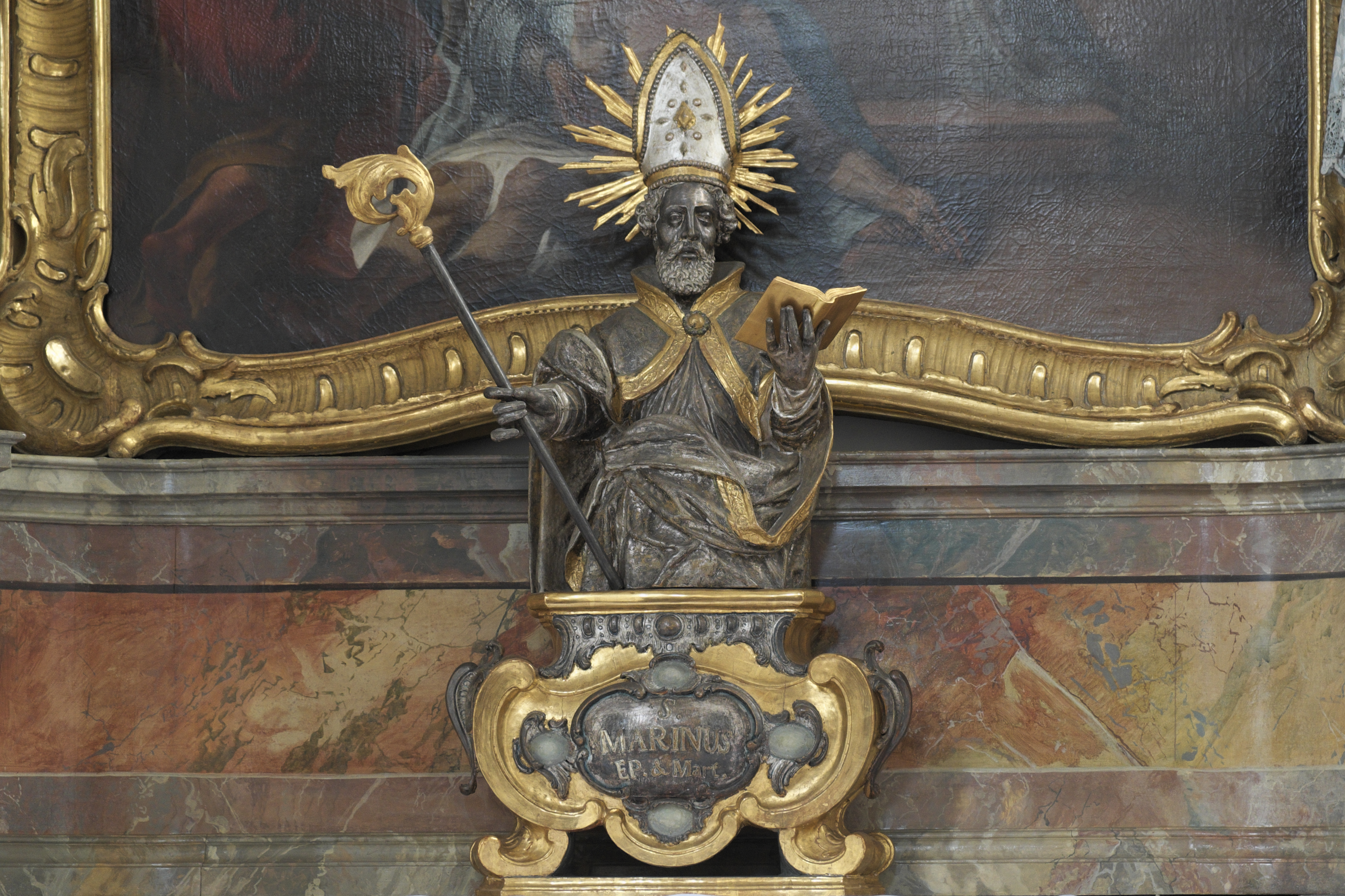
Nebenaltar mit der Büste des heiligen Marinus
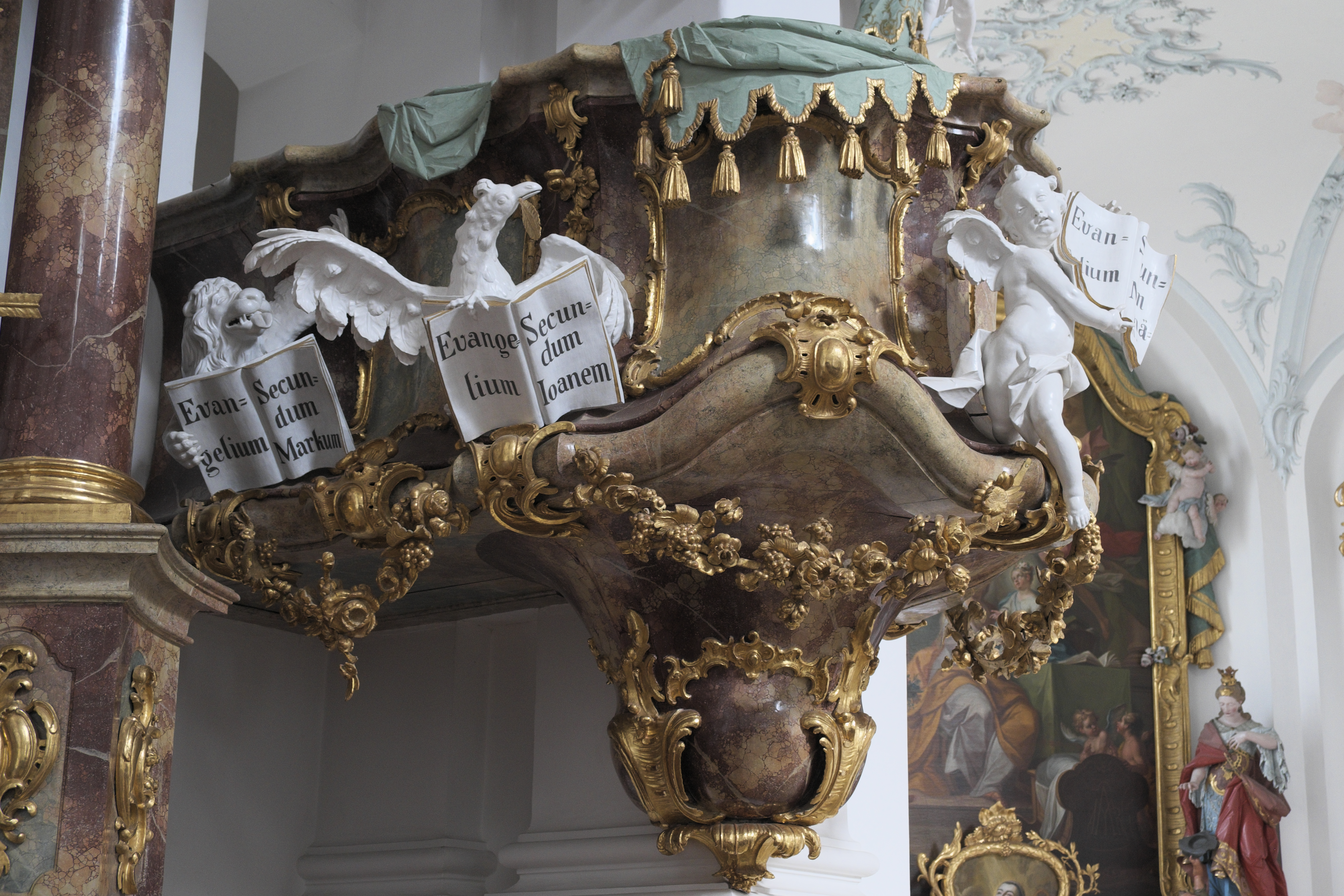
Kanzelkorb

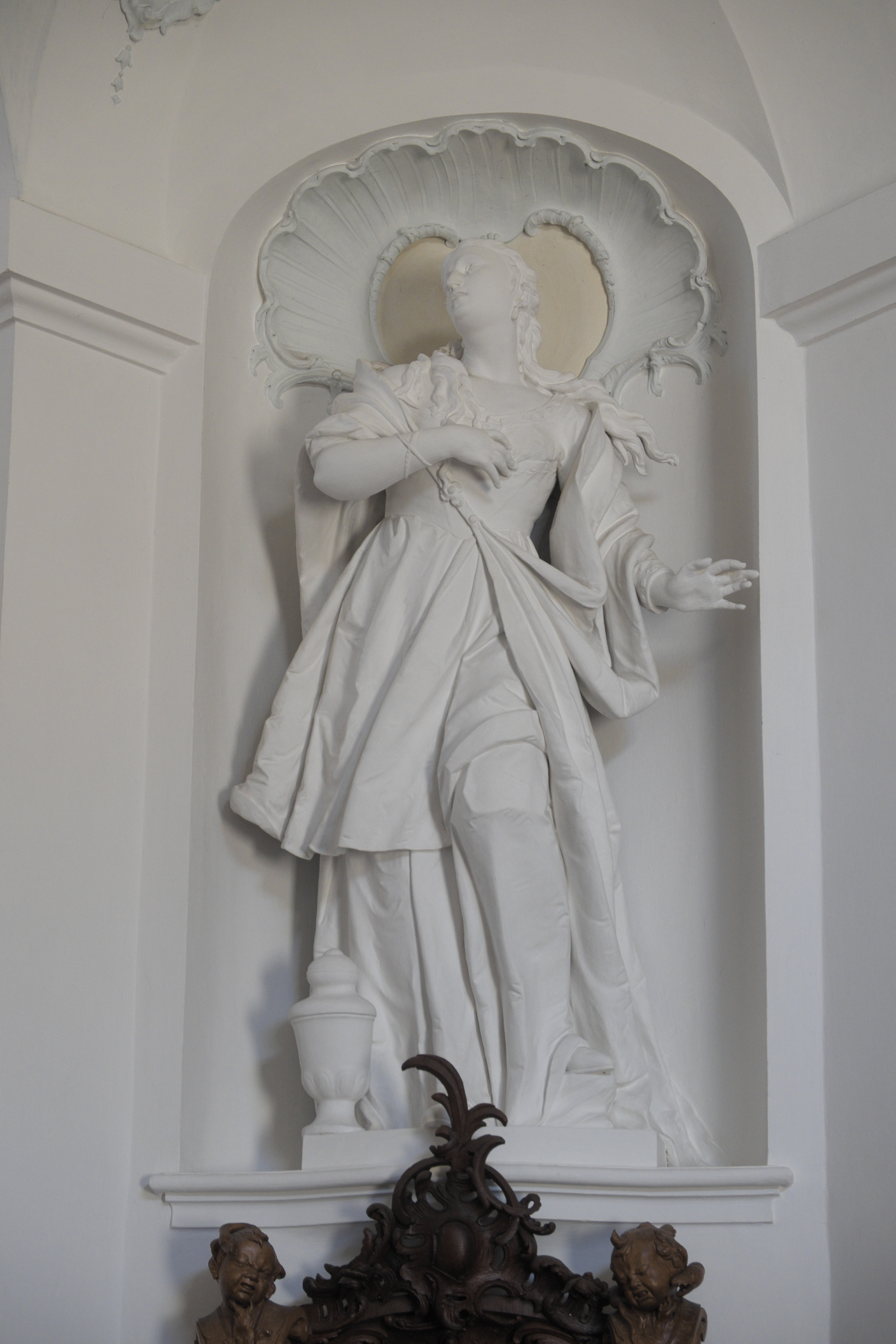
Maria Magdalena

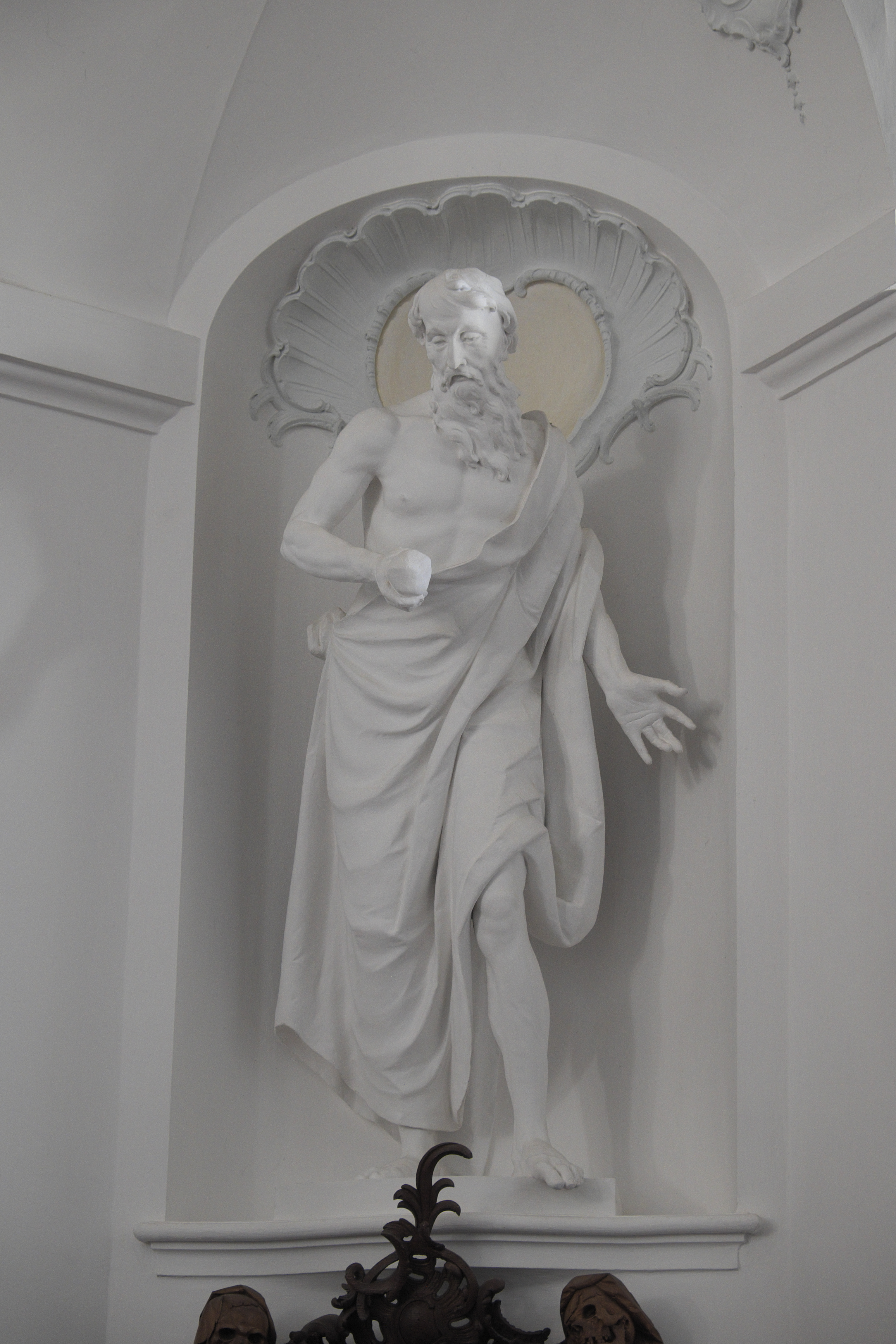
Hieronymus

- In den Ecknischen der Vorhalle stehen die weiß gefassten Schnitzfiguren der Maria Magdalena, der Maria von Ägypten, des Apostels Petrus und des heiligen Hieronymus, der als sein Attribut einen Stein in der Hand hält.
- Die Kanzel stammt ebenfalls aus der Bauzeit der Kirche. Die Figuren, die Evangelistensymbole am Kanzelkorb und die Gesetzestafeln und Posaunenengel auf dem Schalldeckel sind Arbeiten von Joseph Götsch.
- Von Joseph Götsch wurden auch die Kirchstuhlwangen geschnitzt.
- Die vier Beichtstühle aus dem Jahr 1765 in der Vorhalle sind ebenfalls Arbeiten von Joseph Götsch.

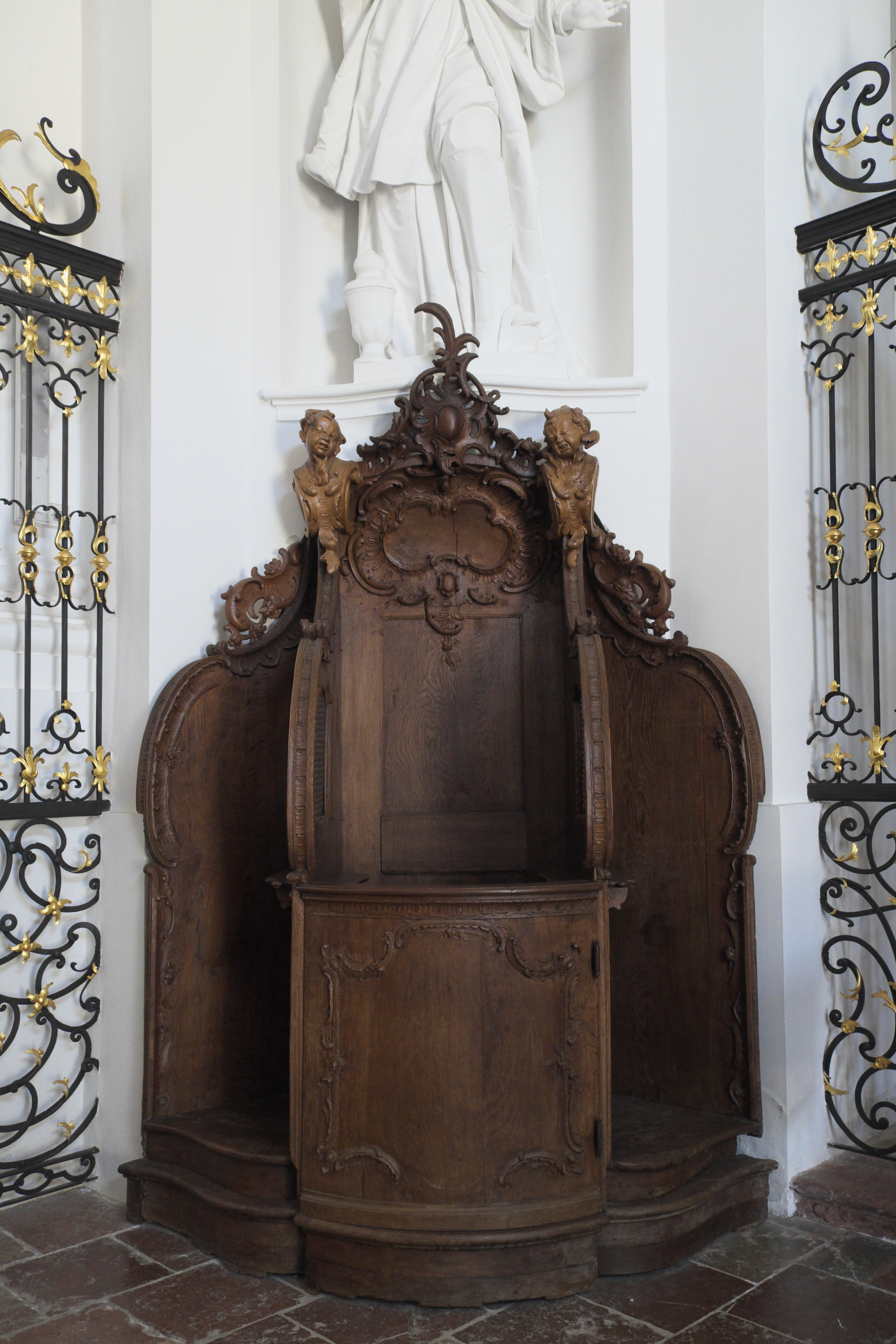
Beichtstuhl
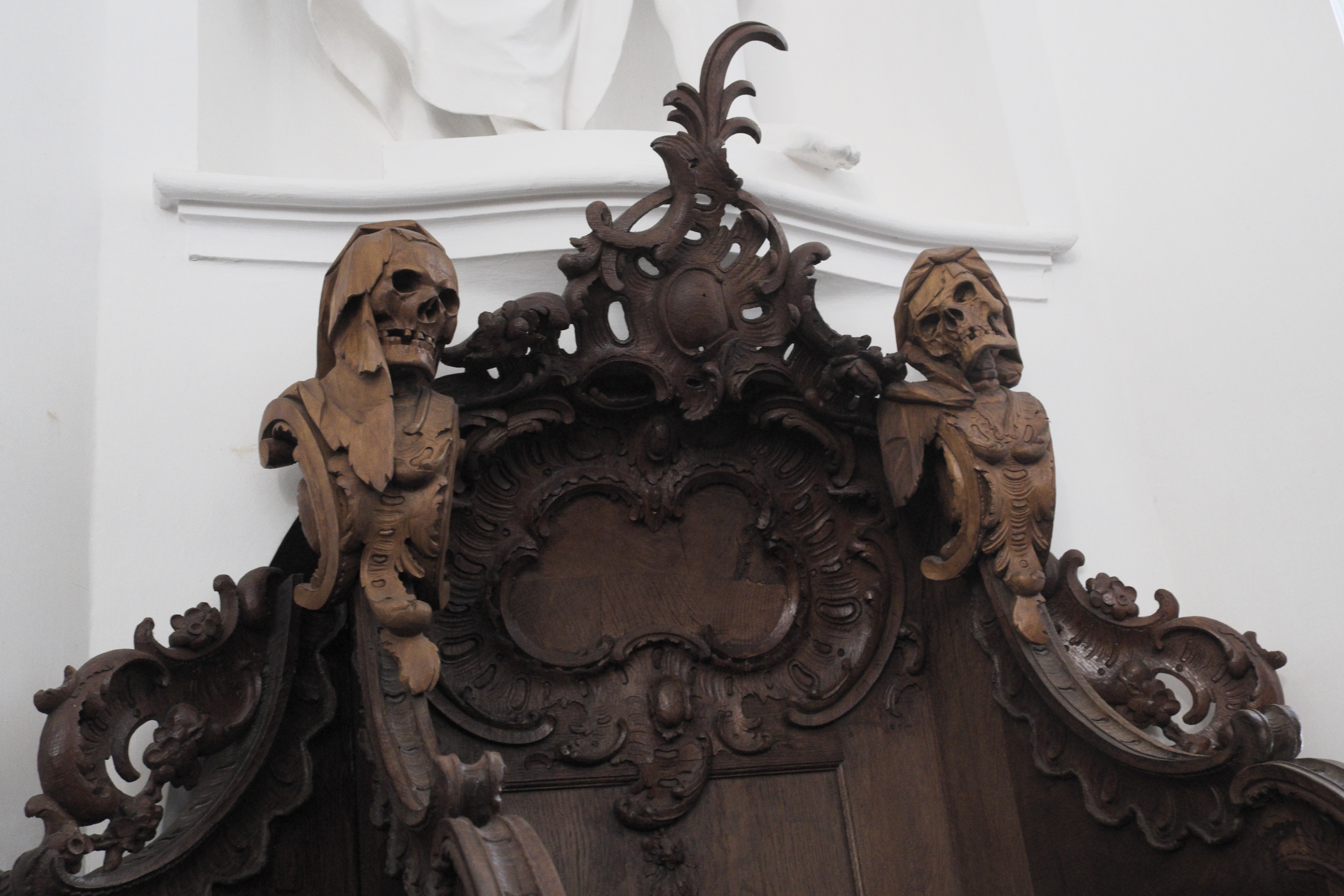
Beichtstuhl
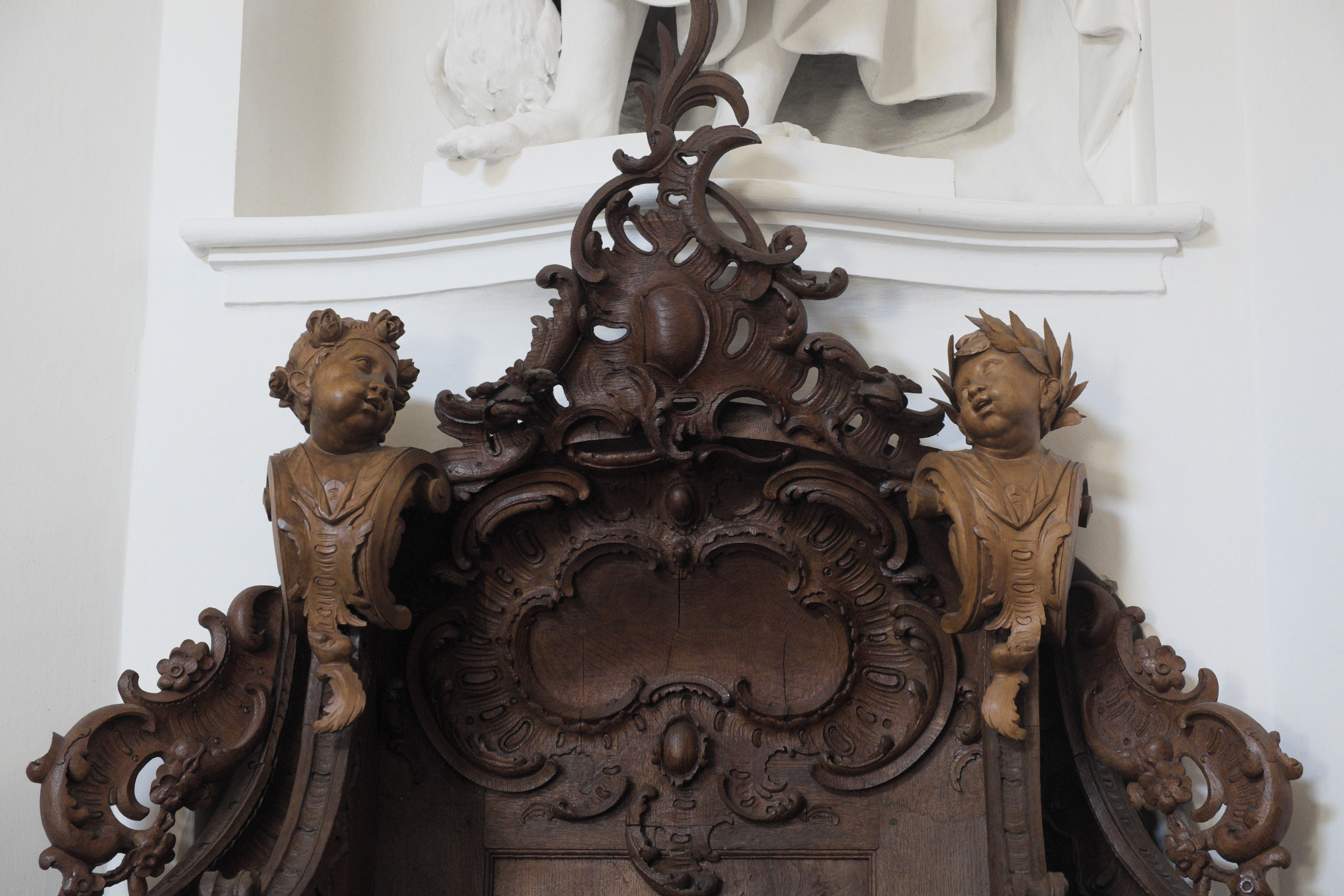
Beichtstuhl

## Orgel

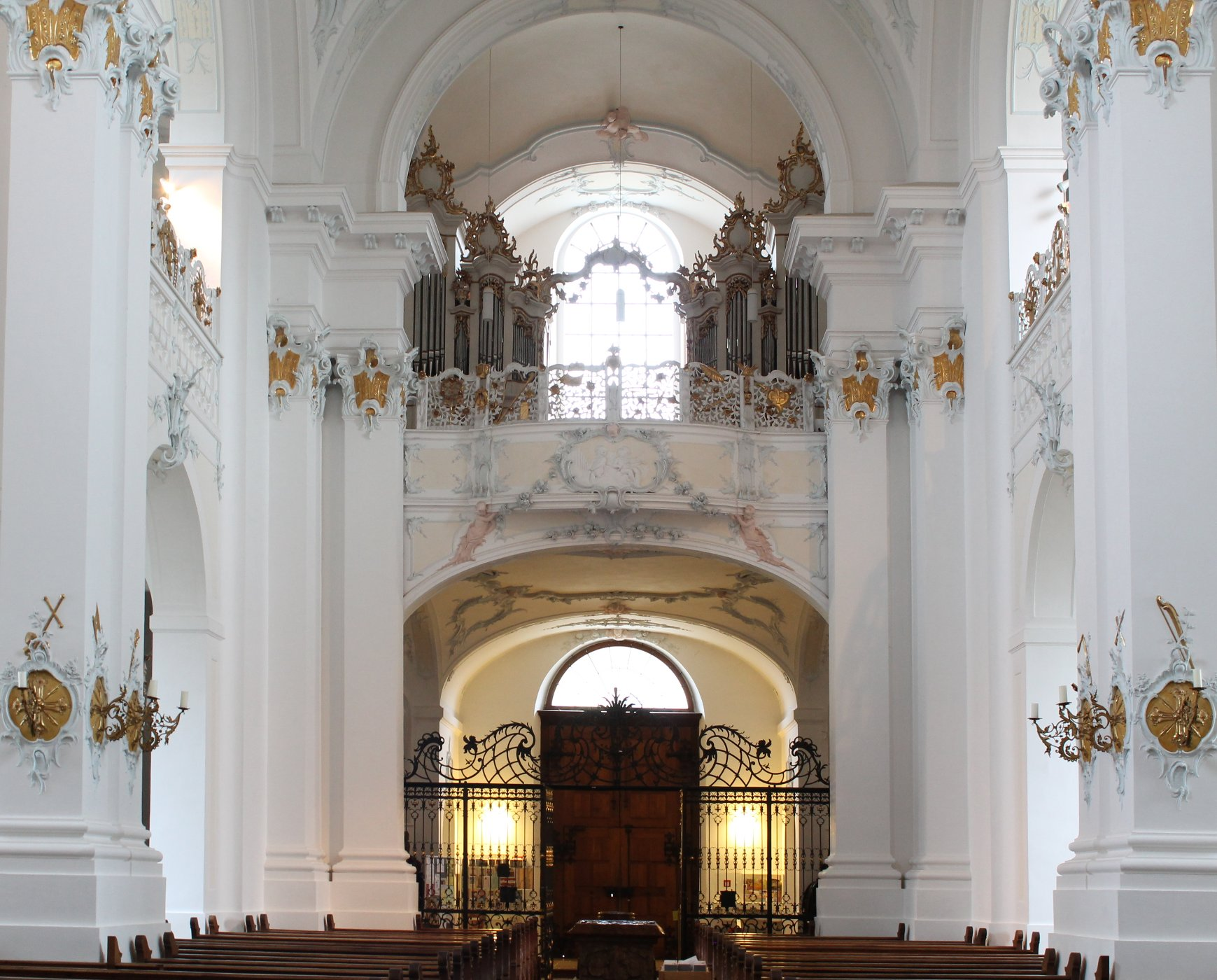
Orgel

Die Kirche erhielt im Jahr 1765 eine Orgel auf der Westempore. Das barocke zweiteilige Orgelgehäuse an der Nord- und Südseite der Emporennische lässt den Blick auf das Westfenster frei. Der Neubau von Anton Staller aus dem Jahr 1967 bezog das alte Gehäuse und einige bauzeitliche Register ein. Das Werk umfasste 22 Register, die auf zwei Manuale und Pedal verteilt waren. Nachdem im Jahr 2008 ein Hagelsturm das Instrument schwer beschädigt hatte, folgte im Jahr 2012 eine Neuorganisation durch die Werkstatt Münchner Orgelbau Johannes Führer, die zehn Register ergänzte. Das Schleifladen-Instrument verfügt seitdem über 32 Register auf zwei Manualen und Pedal. Die Spieltrakturen sind mechanisch, die Registertrakturen elektrisch.
| I Hauptwerk C–a3 |               |        |
| 1.               | Bourdon       | 16′    |
| 2.               | Principal     | 8      |
| 3.               | Rohrflaut     | 8      |
| 4.               | Flaut travers | 8      |
| 5.               | Octave        | 4′     |
| 6.               | Holzflaut     | 4′     |
| 7.               | Quint         | 3′     |
| 8.               | Superoctav    | 2′     |
| 9.               | Terz          | 1 3⁄5′ |
| 10.              | Mixtur IV     | 1 ⁄3′  |
| 11.              | Trompette     | 8′     |

| II Schwellwerk C–a3 |                   |        |
| 12.                 | Suavial           | 8′     |
| 13.                 | Flauto            | 8′     |
| 14.                 | Copl              | 8′     |
| 15.                 | Viola da Gamba    | 8′     |
| 16.                 | Unda maris (ab c) | 8′     |
| 17.                 | Principal         | 4′     |
| 18.                 | Querflaut         | 4′     |
| 19.                 | Nasat             | 3′     |
| 20.                 | Waldflaut         | 2′     |
| 21.                 | Terz              | 1 3⁄5′ |
| 22.                 | Mixtur III        | 2′     |
| 23.                 | Cymbl II          | 1⁄2′   |
| 24.                 | Oboe              | 8′     |
| 25.                 | Krummhorn         | 8′     |
|                     | Tremulant         |        |

| Pedalwerk C–f1 |             |     |
| 26.            | Contrabass  | 16′ |
| 27.            | Soubass     | 16′ |
| 28.            | Octavbass   | 8′  |
| 29.            | Gedecktbass | 8′  |
| 30.            | Choralbass  | 4′  |
| 31.            | Posaune     | 16′ |
| 32.            | Trompette   | 8′  |

- Koppeln: II/I, I/P, II/P

## Glocken
Bis zum Jahr 2015 hingen im Hauptturm der Kirche fünf Gussstahlglocken des Bochumer Vereins, die 1948 in V12-Rippe gegossen wurden. Im Zuge der Erneuerung des stählernen Glockenstuhls entstanden im April 2015 auch sieben neue Kirchenglocken aus Bronze in den Kunstwerkstätten der Abtei Maria Laach. Zusammen mit einer noch vorhandenen historischen Glocke besitzt die ehemalige Abteikirche Rott nun ein reichhaltiges, aus acht Glocken bestehendes Glockengeläut. Die drei großen Glocken wurden im Hauptturm aufgehängt, die fünf kleineren im Nebenturm. Die Glockenweihe durch Erzabt Korbinian Birnbacher OSB von der Erzabtei St. Peter in Salzburg fand am 28. Juni 2015 statt. Am Vorabend des 15. August 2015 wurde das Geläut erstmals der Öffentlichkeit vorgestellt.
| Glocke | Name                       | Nominal | Gewicht | Durchmesser | Gussjahr | Gießer, Gussort              |
| ------ | -------------------------- | ------- | ------- | ----------- | -------- | ---------------------------- |
| 1      | Salvatorglocke             | B°      | 3120 kg | 1700 mm     | 2015     | Glockengießerei Maria Laach  |
| 2      | Marinus- und Anianusglocke | des′    | 2170 kg | 1470 mm     | 2015     | Glockengießerei Maria Laach  |
| 3      | Peter- und Paulglocke      | es′     | 1540 kg | 1310 mm     | 2015     | Glockengießerei Maria Laach  |
| 4      | Wetterglocke               | ges′    | ?       | ?           | 1624     | Bartholomäus Wengle, München |
| 5      | Marienglocke               | as′     | 0720 kg | 1050 mm     | 2015     | Glockengießerei Maria Laach  |
| 6      | Benediktglocke             | b′      | 0570 kg | 0930 mm     | 2015     | Glockengießerei Maria Laach  |
| 7      | Peregrinusglocke           | des″    | 0410 kg | 0830 mm     | 2015     | Glockengießerei Maria Laach  |
| 8      | Josefsglocke               | es″     | 0290 kg | 0730 mm     | 2015     | Glockengießerei Maria Laach  |

## Stifterhochgrab
In der Vorhalle steht das spätgotische Hochgrab der Klosterstifter, das im Jahr 1485 anlässlich des 400-jährigen Bestehens des Klosters von dem Burghauser Steinmetz Franz Sickinger geschaffen wurde. Kuno I. und sein Sohn Kuno II. sind auf der Deckplatte aus Rotmarmor als Ritter mit dem Modell der Kirche dargestellt. Am Rande der Platte ist eine umlaufende Inschrift eingemeißelt. An den Seitenwänden der Tumba sind mehrere Wappenschilde angebracht. An der östlichen Schmalseite ist Elisabeth von Lothringen († 1086) dargestellt, die Witwe von Kuno II., die zwischen den Wappen der Grafen von Rott und der Herzöge von Lothringen kniet.

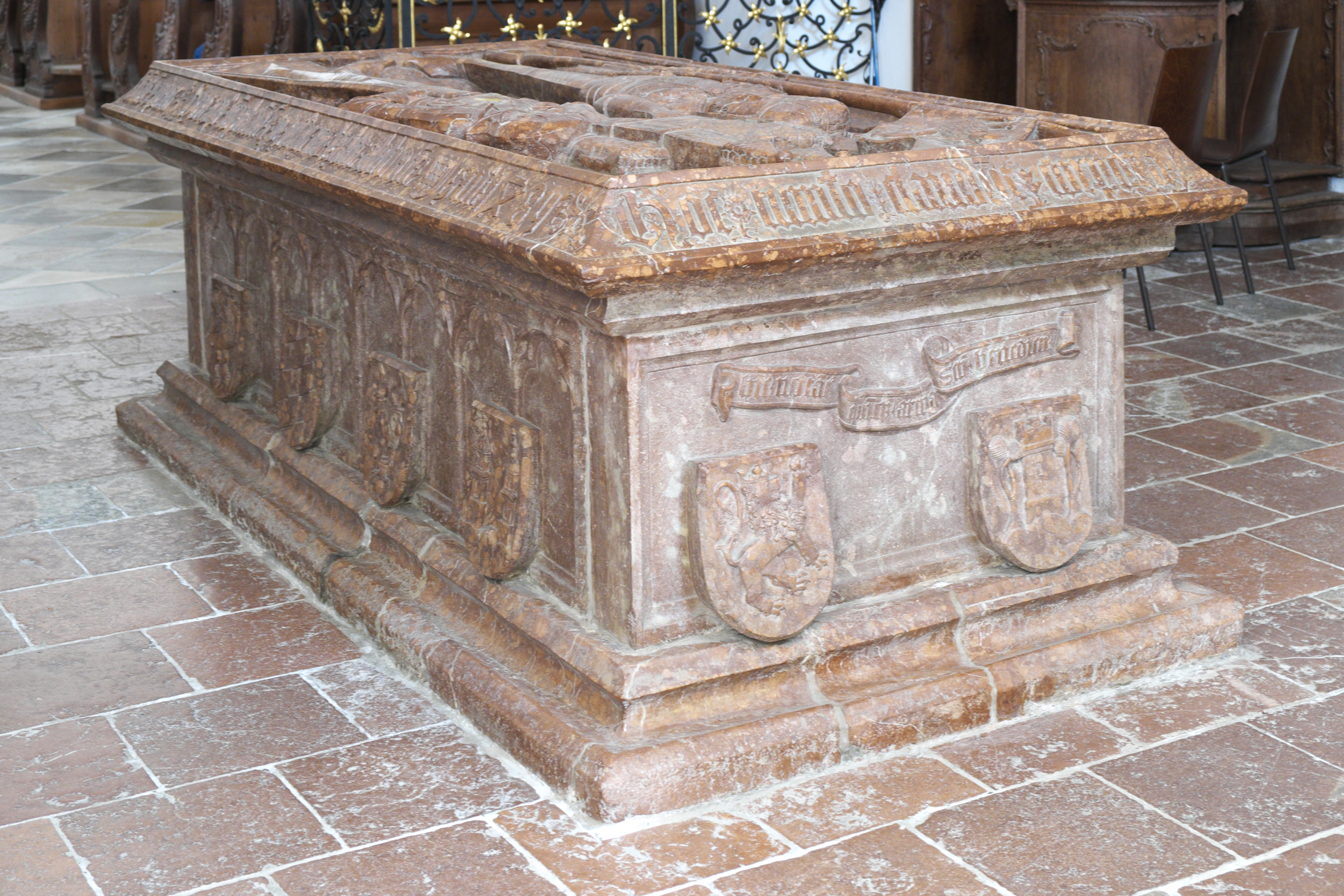
Stiftertumba
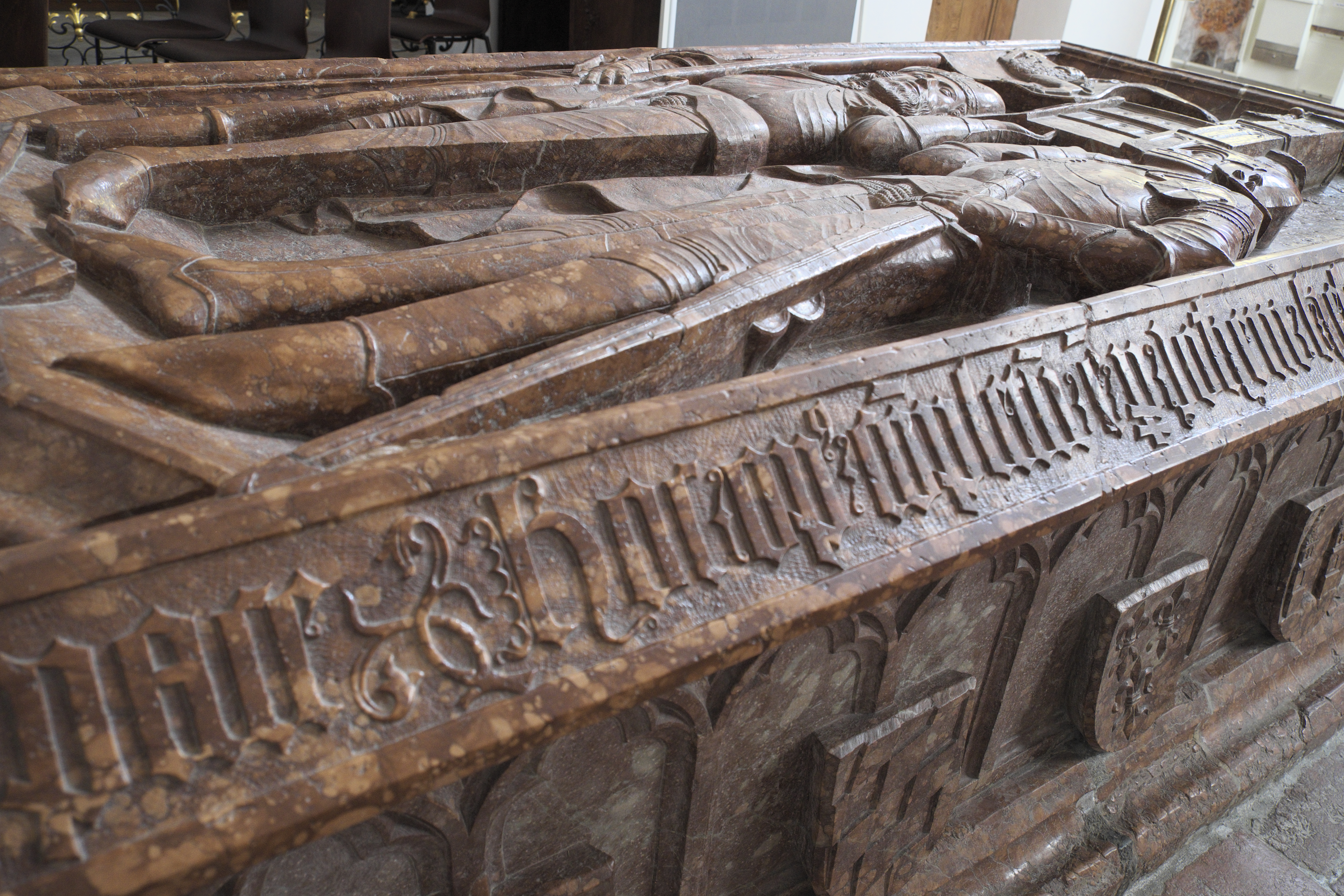
Deckplatte
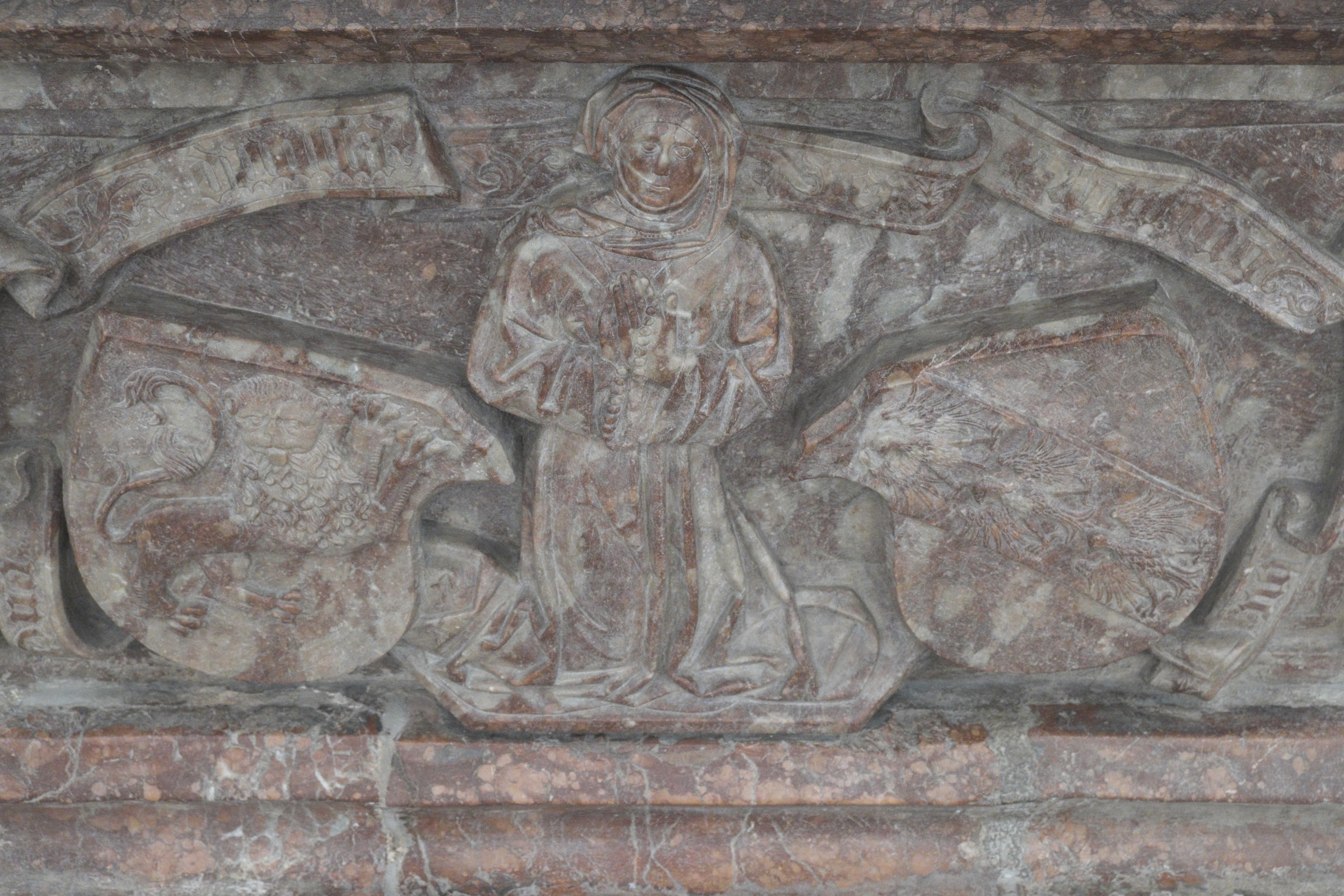
Elisabeth von Lothringen († 1086)